# Inklusive Pädagogik

Inklusion im Kontext

Inklusive Pädagogik oder Inklusionspädagogik ist ein pädagogischer Ansatz, der als wesentliches Prinzip die Wertschätzung und Anerkennung von Diversität (= Unterschiedlichkeit) in Bildung und Erziehung verfolgt. Der Begriff leitet sich vom lateinischen Verb includere (beinhalten, einschließen) ab.
Mit Slogans wie Es ist normal, verschieden zu sein, Vielfalt macht stark, Jedes Kind ist besonders oder Alle sind anders anders möchten die Vertreter der inklusiven Pädagogik darauf verweisen, dass die durch die UN-Konvention über die Rechte von Menschen mit Behinderungen gebotene Methode der inclusive education (englisch, amtliche deutsche Übersetzung gemäß Artikel 24 (1) der UN-Konvention: integrative Bildung, in Österreich wurde dies jedoch amtlich auf inklusive Bildung geändert) Teil eines Strebens nach Inklusion sei, das über die Schule hinaus alle gesellschaftlichen Bereiche erfassen müsse.

## Definition und Begriffsgeschichte
Im Handlexikon der Behindertenpädagogik (2006) definiert Andreas Hinz den Ansatz der Inklusion als

„allgemeinpädagogische[n] Ansatz, der auf der Basis von Bürgerrechten argumentiert, sich gegen jede gesellschaftliche Marginalisierung wendet und somit allen Menschen das gleiche volle Recht auf individuelle Entwicklung und soziale Teilhabe ungeachtet ihrer persönlichen Unterstützungsbedürfnisse zugesichert sehen will. Für den Bildungsbereich bedeutet dies einen uneingeschränkten Zugang und die unbedingte Zugehörigkeit zu allgemeinen Kindergärten und Schulen des sozialen Umfeldes, die vor der Aufgabe stehen, den individuellen Bedürfnissen aller zu entsprechen – damit wird, dem Verständnis der Inklusion entsprechend, jeder Mensch als selbstverständliches Mitglied der Gemeinschaft anerkannt.“

Der Bildungswissenschaftler Gottfried Biewer definiert inklusive Pädagogik als „Theorien zur Bildung, Erziehung und Entwicklung, die Etikettierungen und Klassifizierungen ablehnen, ihren Ausgang von den Rechten vulnerabler und marginalisierter Menschen nehmen, für deren Partizipation in allen Lebensbereichen plädieren und auf eine strukturelle Veränderung der regulären Institutionen zielen, um der Verschiedenheit der Voraussetzungen und Bedürfnisse aller Nutzer/innen gerecht zu werden“.
Obwohl die Inklusionspädagogik sich erst Anfang der 1990er-Jahre etablierte, spielte der Inklusionsbegriff schon früher eine Rolle. Zumeist ging es bei den frühen Verwendungen um die Inklusion von bestimmten Lehrinhalten in die Curricula und die Inklusion von Eltern in schulische Prozesse.
Ab Ende der 1960er Jahre bekam der Begriff Inklusion konzeptionelle Bedeutung im Zusammenhang mit der Entwicklung der sogenannten gemeinsamen Schule im englischsprachigen Raum. In den deutschsprachigen Ländern sprach man bis zum Ende der 1990er Jahre von Integration oder Integrativer Pädagogik bzw. vom gemeinsamen Unterricht behinderter und nichtbehinderter Kinder oder von Einer Schule für alle.
Die bundesrepublikanische Entwicklung hin zu einem sich als inklusiv begreifenden Bildungssystem wurde mit der Empfehlung der Ständigen Konferenz der Kultusminister der Länder in der Bundesrepublik Deutschland „Inklusive Bildung von Kindern und Jugendlichen mit Behinderungen in Schulen“ vom 20. Oktober 2011 von Seiten der Schuladministration vollzogen, um im Anschluss an die UN-Behindertenrechtskonvention „die Grundlage für ein höchstmögliches Maß an gleichberechtigter Teilhabe von Menschen mit Behinderungen an Bildung“ zu schaffen. Die KMK interpretiert den „Behindertenbegriff der Konvention“ als einen offenen, an der „Teilhabe“ orientierten Begriff, der für den schulischen Bereich Kinder und Jugendliche „mit Behinderungen oder chronischen Erkrankungen ohne sonderpädagogischen Förderbedarf ebenso wie Kinder und Jugendliche mit sonderpädagogischem Förderbedarf“ umfasse. Der 1994 durch die „Empfehlungen der Kultusministerkonferenz zur sonderpädagogischen Förderung in den Schulen der Bundesrepublik Deutschland“ in Anlehnung an „das englische ‚Special Education Needs‘ (SEN)“ eingeführte zentrale Begriff sonderpädagogischer Förderbedarf, der damals als „Paradigmenwechsel […] hin zur individuellen sonderpädagogischen Förderung unabhängig vom Förderort“ (d. h. auch außerhalb einer Förderschule) eingeführt worden war, tritt in den Empfehlungen zur inklusiven Bildung von 2011 deutlich zurück. Stattdessen definiert die KMK: „Sofern sonderpädagogische Fachlichkeit erforderlich ist, handelt es sich […] um Kinder und Jugendliche mit Bedarf an sonderpädagogischen Bildungs-, Beratungs- sowie Unterstützungsangeboten.“
In Österreich startete die Entwicklung mit der ersten Schulversuchsklasse in Oberwart, Burgenland, im Jahr 1984. Bereits 1993 wurde das Elternwahlrecht, aufsteigend ab der 1. Schulstufe verankert. Im Schulpflichtgesetz (§ 8) wurde der Schulbesuch bei sonderpädagogischem Förderbedarf anstelle der Überweisung in eine Sonderschule verankert. 1996 wurde das Elternwahlrecht auf die Sekundarstufe I (5.–8. Schulstufe) ausgeweitet. Alle Schularten, auch die Unterstufe des Gymnasiums, bekamen im Rahmen des Schulorganisationsgesetzes den Auftrag zum gemeinsamen Unterricht behinderter und nichtbehinderter Kinder. Mit der Änderung des Berufsausbildungsgesetzes wurde 2003 die Möglichkeit der Teilqualifizierung und damit die Integration in der Berufsschule gesetzlich ermöglicht, die gesetzliche Verankerung des Elternwahlrechtes auf der 9. und damit letzten Schulstufe im Pflichtschulbereich erfolgte erst 2012. Nach großen Fortschritten in den 1990er Jahren stagnierte die Entwicklung, mit großen regionalen Unterschieden, weist aber bis heute einen geringeren Prozentsatz an Schülern mit sonderpädagogischem Förderbedarf und eine höhere Inklusionsquote als Deutschland auf. Mit der Ratifizierung der UN-Behindertenrechtskonvention durch den österreichischen Nationalrat im Jahr 2008 wurde auch in Österreich die schulische Inklusion als Menschenrecht im Sinne der UNESCO deklariert.

Die UNESCO definiert inklusive Bildung als einen fortlaufenden Prozess, der darauf abzielt, qualitativ hochwertige Bildung für alle anzubieten und dabei die Vielfalt sowie die unterschiedlichen Bedarfe und Fähigkeiten, Merkmale und Lernerwartungen der Schüler und Gemeinschaften zu respektieren und alle Formen von Diskriminierung zu beseitigen. Dem sich anschließend bedeutet für die Deutsche UNESCO-Kommission Inklusive Bildung, 
„dass alle Menschen an qualitativ hochwertiger Bildung teilhaben und ihr Potenzial voll entfalten können. Während in Deutschland der Begriff 'Inklusion' oft nur in einem engeren Sinne im Kontext von Menschen mit einem diagnostizierten Förderbedarf verwendet wird, vertritt die UNESCO dezidiert einen weiten Inklusionsbegriff, der alle Menschen einschließt. Weder Geschlecht, soziale oder ökonomische Voraussetzungen noch besondere Lernbedürfnisse dürfen dazu führen, dass ein Mensch seine Potenziale nicht entwickeln kann.“

## Befürworter und Gegner
Die deutsche und österreichische Sonderpädagogik unterstützt allgemein dieses Ziel, wird dennoch teilweise als Gegenpol zur inklusiven Pädagogik betrachtet bzw. versteht sich teilweise selbst auch als Gegenpol dazu.
Für die Befürworter der Inklusion gibt es keine zu separierenden und zu segregierenden Gruppen von Schülern, sondern eine Schülergesamtheit, deren Mitglieder unterschiedliche Bedarfe haben, aber die gleichen Bedürfnisse (Hunger, Durst, Anerkennung, Selbstwirksamkeit …). Zur Befriedigung dieser Bedürfnisse ist oft die Bereitstellung spezieller Mittel und Methoden notwendig bzw. sinnvoll. Die Vertreter der Inklusionspädagogik erachten den Besuch einer wohnortnahen allgemeinen Schule und die Berücksichtigung der individuellen Bedarfe aller als Menschenrechte und fordern, dass die Schule den Lernvoraussetzungen ihrer Schülergesamtheit gewachsen sein soll. Es soll nach ihrer Auffassung eine Schule für alle konzipiert werden, aus der kein Kind mehr ausgeschlossen wird, weil es den jeweiligen Anforderungen nicht entsprechen kann, und jedes Kind entsprechend seiner individuellen Lernvoraussetzung individualisiert innerhalb der Gemeinschaft unterrichtet werden.
Unter den Befürwortern einer inklusiven Beschulung gibt es eine radikale und eine gemäßigte Fraktion. Radikale Inklusionsbefürworter gelangen zu der Forderung: „Alle Schülerinnen und Schüler besuchen die allgemeine Regelschule und werden von Lehrerinnen und Lehrern unterrichtet“. Ilka Benner begründet das wie folgt:
„In der Inklusion gilt es, ein Bildungssystem zu etablieren, welches inklusiv ist für alle Schüler_innen. Ein solches Bildungssystem stellt die gemeinsame Beschulung aller Kinder und Jugendlichen sicher und gewährt jedem Individuum die bestmögliche Förderung und Ausschöpfung seiner Potenziale. Um dies zu erreichen, bedarf es einer Neugestaltung der Bildungssysteme, die sowohl die Abschaffung des Förderschulsystems als auch eine Reform des Regelschulsystems hinsichtlich Aufbau, Curricula, Unterrichtsansätzen und Lernstrategien enthält“.
Gemäßigte Inklusionsbefürworter halten es für realistischer, wenn 80 bis 90 Prozent der Schüler mit einem sonderpädagogischen Förderbedarf Regelschulen besuchen. Hans Wocken vertritt den Standpunkt, dass zwar eine Sonderschulpflicht unzulässig sei, nicht aber die Existenz von Sonderschulen. Michael Wrase, Professor für Öffentliches Recht an der Universität Hildesheim und am Wissenschaftszentrum Berlin für Sozialforschung (WZB), urteilt: „Die Zuweisung auf eine Förderschule gegen den Willen des Kindes bzw. seiner Eltern stellt grundsätzlich eine Diskriminierung im Sinne von Art. 5 Abs. 2 i.V.m. Art. 24 BRK dar. Sie kann höchstens noch unter Umständen in besonderen Ausnahmefällen – sozusagen als ultima ratio – gerechtfertigt werden, bedarf dann aber einer überaus sorgfältigen und genauen Prüfung und Begründung.“ Über die Frage, ob ein „Restbestand von gesonderten Fördereinrichtungen für etwa 10 bis 20 Prozent aller Kinder mit Behinderung weiterhin legitimierbar“ sei, könne man Wrase zufolge ergebnisoffen diskutieren.
Gegner der Inklusion argumentieren, dass Inklusion keine Methode, sondern eine Ideologie sei, die nicht das Wohlbefinden und eine erfolgreiche Lern-Entwicklung aller Schulkinder zum Ziel habe, sondern eine gesellschaftsverändernde Politik. Sie halten es für vorteilhaft, homogene Lerngruppen zu bilden und den Willen der Eltern, die ohnehin mehrheitlich inklusionsskeptisch seien, zu respektieren. Vertreter dieser herkömmlichen pädagogischen Richtung werden mitunter als Homodoxie-Anhänger diffamiert. Ihnen wird von einigen Anhängern des Inklusionsgedankens vorgeworfen, Menschen zu exkludieren, zu stigmatisieren und zu selektieren.

## Abgrenzung von der Integrationspädagogik

### Gemeinsamkeiten
Die Integrationspädagogik und die Inklusionspädagogik beklagen, dass in vielen Ländern, auch in solchen ohne gegliedertes Schulsystem, Schüler mit sonderpädagogischem Förderbedarf vom Besuch allgemeiner Schulen ausgeschlossen würden. Nur eine gemeinsame Schule für alle Kinder und Jugendlichen könne diesen Verhältnissen entgegenwirken. Sowohl Anhänger der Integration als auch solche der Inklusion treten für das Recht aller Schüler ein, unabhängig von ihren Fähigkeiten oder Beeinträchtigungen sowie ihrer ethnischen, kulturellen oder sozialen Herkunft gemeinsam unterrichtet zu werden. Sowohl der Integrations- als auch der Inklusionspädagogik geht es darum, dass ein individualisierter, kindgerechter Unterricht angeboten wird, der wirklich jeden Schüler dort abholt, wo er oder sie steht, und optimal fördert. Annette Textor gibt zu bedenken, dass die häufig getroffene Unterscheidung von Inklusion und Integration die Theoriebildung der Integrationspädagogik vernachlässigt hat, und verweist darauf, dass beispielsweise der Integrationsbegriff bei Georg Feuser (1989) schon sehr exakt dem entspricht, was heute unter „Inklusion“ verstanden wird.

### Unterschiede
Trotzdem weisen Integrations- und Inklusionspädagogik begriffliche und konzeptionelle Unterschiede auf.

„Das Leitbild der Inklusion zielt – im Gegensatz zur Integration – auf alle Menschen und setzt damit das Ziel, Schule für alle Schüler (und auch für alle Lehrer) zu einem anregendem und angenehmen, fördernden und herausforderndem Ort des Lernens zu machen. Die ganze Schule gewinnt.“

Für die Bildungswissenschaftlerin Susanne Abram

„unterscheidet sich der Begriff der Integration insofern vom Begriff der Inklusion, als es bei der Integration von Menschen immer noch darum geht, Unterschiede wahrzunehmen und zuerst Getrenntes wieder zu vereinen. Inklusion hingegen versteht sich in Bezug auf Schule als ein Konzept, das davon ausgeht, dass alle Schüler mit ihrer Vielfalt an Kompetenzen und Niveaus aktiv am Unterricht teilnehmen. Alle Schüler erleben und nehmen Gemeinschaft wahr, in der jeder/jede Einzelne seinen/ihren sicheren Platz hat und somit eine Teilnahme für alle Schüler am Unterricht möglich ist.“

Der Erziehungswissenschaftler und Psychologe Walter Krög betont, dass Inklusion über Integration hinausgeht:

„Ist mit Integration die Eingliederung von bisher ausgesonderten Personen gemeint, so will Inklusion die Verschiedenheit im Gemeinsamen anerkennen, d. h., der Individualität und den Bedürfnissen aller Menschen Rechnung tragen. Die Menschen werden in diesem Konzept nicht mehr in Gruppen (z. B. hochbegabt, behindert, anderssprachig…) eingeteilt. Während im Begriff Integration noch ein vorausgegangener gesellschaftlicher Ausschluss mitschwingt, bedeutet Inklusion Mitbestimmung und Mitgestaltung für alle Menschen ohne Ausnahme. Inklusion beinhaltet die Vision einer Gesellschaft, in der alle Mitglieder in allen Bereichen selbstverständlich teilnehmen können und die Bedürfnisse aller Mitglieder ebenso selbstverständlich berücksichtigt werden. Inklusion bedeutet davon auszugehen, dass alle Menschen unterschiedlich sind und dass jede Person mitgestalten und mitbestimmen darf. Es soll nicht darum gehen, bestimmte Gruppen an die Gesellschaft anzupassen.“

Eine Grundschullehrerin aus Bremen verdeutlicht ihr Verständnis von Inklusion: „Bis zur Mitte der dritten Klasse verzichten wir auf so eine Diagnose und stellen sie nur für die weiterführenden Schulen.“ Sie zeigt auf, dass „Dekategorisierung“ ein Wesensmerkmal inklusiver Pädagogik ist: Einem Schulkind, das Hilfe braucht, wird quasi „schnell und unbürokratisch“ geholfen, und zwar unabhängig davon, wodurch seine Hilfsbedürftigkeit begründet ist. Ein Denken in Kategorien der „Konkurrenzfähigkeit“ findet nicht statt.
Olga Graumann hält dagegen, dass es zwar richtig ist, nicht vorschnell zu etikettieren, und dass es gut ist, wenn Besucher einer Schule nicht sofort erkennen können, welche Kinder einen Förderbedarf haben. „Die verantwortlichen Lehrkräfte müssen jedoch genau diagnostizieren, um zu wissen, welche Fördermaßnahmen ergriffen werden müssen. Die Schwierigkeiten, die ein Kind hat, verschwänden nicht dadurch, dass man ihm kein Etikett verleihe, und umgekehrt führe die Feststellung, welchen Förderbedarf ein Kind hat, nicht zwangsläufig zu einer Stigmatisierung.“
Das nordrhein-westfälische Schulministerium hat die Unterscheidung zwischen Integration und Inklusion als nicht praxisnah bewertet. Ein zieldifferenter Unterricht setze voraus, dass den Schülern, die einen entsprechenden „anderen“ Unterricht erhalten, zuvor aus dem Leistungswettbewerb herausgenommen würden. Dafür müsse ihnen ein „Bedarf an sonderpädagogischer Unterstützung“ bescheinigt worden sein, so dass sie also „etikettiert“ worden seien. In dem Abschnitt „Grenzen der De-Etikettierung“ des Programms „Auf dem Weg zur inklusiven Schule in NRW“ heißt es 2015, dass zwar „ein förmliches Feststellungsverfahren in der Grundschule im Bereich der Förderschwerpunkte Lernen, Emotionale und soziale Entwicklung sowie Sprache (zusammen: Lern- und Entwicklungsstörungen) nicht mehr notwendig ist, um die Zahl der notwendigen Lehrerstellen für sonderpädagogische Lehrkräfte zu ermitteln“, dass aber „zum Ende der Grundschulzeit […] bei der weitaus überwiegenden Zahl der Kinder, die sonderpädagogisch unterstützt wurden, auch ein förmliches Feststellungsverfahren erfolgt“ sei. Verzichtet werde auf ein solches Verfahren nur bei „Kinder[n], die zielgleich in den Förderschwerpunkten Emotionale und soziale Entwicklung und Sprache in Grundschulen unterrichtet wurden.“
Das führt letztlich dazu, dass Lehrkräfte ohne zusätzliche Kompetenz oder mit nur einigen Fortbildungen mit Kindern konfrontiert und allein gelassen werden, für deren Bildung sie selbst nicht ausgebildet sind.
In der Schweiz wird auch nach dem Beitritt des Landes zur UN-Behindertenrechtskonvention mit Wirkung vom 15. Mai 2014 konsequent der Begriff „Integration“ im Kontext der Beschulung benachteiligter Schüler in Regelschulen verwendet. Mireille Guggenbühler kritisiert diesen Sprachgebrauch: „Kaum jemand hat wahrgenommen, dass auch die Schweiz im Mai dieses Jahres die UN-Konvention unterzeichnet und sich damit ebenfalls der Schaffung eines inklusiven Bildungssystems verpflichtet hat.“

## Geschichte im 19. und 20. Jahrhundert
Mitte des 19. Jahrhunderts gründete der britische Arzt John Langdon Down Fördereinrichtungen für Trisomie 21-Betroffene – später wurde das Syndrom nach ihm benannt – und wies auf deren Lernfähigkeit hin.

„Die unterschiedlichen sonderpädagogischen Fachrichtungen und mit ihnen die Sonderschultypen konstituierten sich aus verschiedenen philosophischen, sozialpolitischen und philanthropischen Impulsen heraus Ende des 18. und im Laufe des 19. Jahrhunderts, wobei dieser Konstitutionsprozess von Andreas Möckel (1988, 25) in seiner ´Geschichte der Heilpädagogik´ als ein Vorgang der ‚öffentlichen Anerkennung der behinderten Kinder‘ beschrieben wird. Diese Anerkennung beinhaltet auch, dass pädagogische Konzepte entwickelt wurden und dass für diese Schüler schulische Bildung überhaupt erstmals als denkbar angesehen wurde (Schwager 1993). Eine Ausnahme stellt die Hilfsschule bzw. die spätere Schule für Lernbehinderte dar, weil es ihr um Schüler ging, die bereits Schüler der allgemeinen Schule waren. Im Unterschied zu den anderen sonderpädagogischen Fachrichtungen bzw. zu den anderen Sonderschulen wurde hier das schulische Bildungsangebot also nicht auf vorher nicht beschulte Schülergruppen ausgedehnt, sondern es fand eine Ausdifferenzierung des Schulwesens und damit der Schülerschaft statt, die ursprünglich pädagogisch begründet wurde.“

1880 wurde in Deutschland die erste Hilfsschule für Kinder mit einer Lernbehinderung eingerichtet; die anfänglich nur Kindern höherer sozialer Schichten zugänglich war.

„Aufgrund einer Initiative des 1919 gegründeten ‚Selbsthilfebundes der Körperbehinderten‘ führte das Landesjugendamt Berlin im September 1929 eine Untersuchung mit Hilfe von Fragebögen an allen Volks- und Hilfsschulen Berlins durch. Es wurde festgestellt, dass von 830 Körperbehinderten Kindern 768 Volksschulen besuchten, der Rest Sonderschulen. … dass nämlich das Bildungsniveau der integrierten Kinder und Jugendlichen aufgrund verschiedenster Problemlagen gering war, in den Sonderschulen aber noch niedriger: ‚Aus den Fragebogen war festzustellen, daß die Kinder, die aus der Kinderheilstätte Buch [Heimsonderschule, V.S.] entlassen worden waren, um mehrere Jahre im Schulwissen gegen ihre Altersgenossen zurückstehen. […]‘“

Lübeck war der erste deutsche Gliedstaat im Deutschen Kaiserreich, der einen Schulzwang für Taubstumme einführte und gleichzeitig eine selbstständige Schule für Schwachbefähigte einrichtete, als er zu Ostern 1888 die dortige privat geführte „Taubstummenschule“ (auch als Taubstummenanstalt bezeichnet) übernahm. Zurückzuführen war das auf den Pädagogen Heinrich Strakerjahn, dem Kinder aller sozialer Schichten überlassen worden waren, nämlich „taubstumme“, „geistesschwache“ und „sprachlich zurückgebliebene“. Strakerjahn hatte daraufhin erfolgreich die Errichtung einer besonderen Schule für Schwachbegabte angestrebt.
Es entstanden die Begriffe Heilpädagogik und später die Sonderpädagogik im Nationalsozialismus.

### Nach 1945
Bis 1960 stand der Ausbau des allgemeinen und beruflichen Schulwesens im Mittelpunkt bildungspolitischer Tätigkeiten und Verlautbarungen. Es gab keine flächendeckende Versorgung mit Sonderschulen, und manches Kind mit einer Behinderung „wurde wie selbstverständlich in die allgemeine Schule aufgenommen und mit nichtbehinderten Kindern unterrichtet. Im Zusammenhang mit der Entlastung der allgemeinen Schule von behinderten Kindern setzten negative schulische Selektionsprozesse ein.“
1960 befürwortete die Ständige Konferenz der Kultusminister in ihrem Gutachten zur Ordnung des Sonderschulwesens die Separation von Kindern und Jugendlichen mit Behinderungen als Rehabilitations- und Integrationshilfe. Es entstand eine Differenzierung bei der Lehrerausbildung und es erfolgte der Ausbau von Sonderschulen auch zur Entlastung der Regelschulen. Zwischen 1960 und 1973 verdoppelte sich so die Zahl der Sonderschulen, die Zahl der sie besuchenden Schüler verdreifachte sich beinahe, die Zahl der an Sonderschulen Unterrichtenden vervierfachte sich.
Nachdem im „Strukturplan für das Bildungswesen“ von 1970 das Sonderschulwesen bewusst ausgeklammert worden war, berief die Bildungskommission des Deutschen Bildungsrates (DB) noch 1970 einen Fachausschuss Sonderpädagogik; daraufhin wurde in den 1970er-Jahren der „Gemeinsame Unterricht“ behinderter und nicht behinderter Kinder und Jugendlicher in Deutschland infolge eines Beschlusses der Kultusministerkonferenz von 1972 (Empfehlungen zur Ordnung des Sonderschulwesens) sowie einer Empfehlung des Deutschen Bildungsrates von 1973 (Empfehlungen der Bildungskommission: Zur pädagogischen Förderung behinderter und von Behinderung bedrohter Kinder und Jugendlicher) in Schulversuchen getestet. Im Bundesland Nordrhein-Westfalen wurden entsprechende Versuche in zwei Abschnitten durchgeführt: 1981 bis 1989 sowie von 1989 bis 1993 (siehe auch: Schulversuch Gemeinsamer Unterricht in der Sekundarstufe I). Hierbei wurden Kinder aller Behinderungsarten gemeinsam mit so genannten „nicht behinderten“ Kindern unterrichtet. Die Versuche wurden von allen Beteiligten durchweg positiv beurteilt.
Der Montessoripädagogik zum Beispiel der Münchener Aktion Sonnenschein und des Kinderhauses Friedenau e. V. wird eine Schlüsselfunktion für die Ausbreitung gemeinsamer Erziehung im Elementarbereich und in der Schule zugewiesen. Mit der Praxis der Münchener Integrativen Montessori-Grundschule (1970) und der Berliner Fläming-Grundschule, die 1976 die erste Integrationsklasse an einer staatlichen Schule in Deutschland errichtete, wird die bis dato in den bildungspolitischen Empfehlungen geltende Forderung „so viel Integration wie möglich und so wenig Segregation wie notwendig“ durch das „Gleichheitsrecht auf den Besuch der allgemeinen Schule“ und die Prämisse Integration ist unteilbar ersetzt:

„Der originelle Beitrag der Integrationsprojekte in der Geschichte der Pädagogik ist, dass sie bewiesen haben, dass es möglich ist, alle SchülerInnen in der ganzen Bandbreite menschlicher Vielfalt von den Schwerstbehinderten bis hin zu den Hochbegabten gemeinsam zu unterrichten.“

„Bis Mitte der 1980er-Jahre lassen sich bundesweit 19 Integrationsschulen, in denen Kinder mit verschiedenen Behinderungen gemeinsam mit Kindern ohne Behinderungen unterrichtet werden, … anführen.“
Am 15. November 1994 trat ein neuer Satz im Artikel 3 des Grundgesetzes in Kraft:

„Niemand darf wegen seiner Behinderung benachteiligt werden.“

Damit wurde der Perspektivenwechsel von der Betrachtung „Behinderter“ als „Objekte von Fürsorge“ zu ihrer Wahrnehmung als selbständig handelnde und individuell zu behandelnde Subjekte manifestiert. Zugleich lässt sich aus dem Satz die Schlussfolgerung ziehen, dass eine Bevorzugung von Menschen, denen amtlich eine Behinderung bescheinigt wurde, in Form von „Nachteilsausgleichen“ nicht als verfassungswidrige „Benachteiligung Nicht-Behinderter“ bewertet werden darf.
1997 urteilte das Bundesverfassungsgericht, dass die Pflicht des Staates, bestimmte finanzielle oder Sachleistungen zu erbringen, laut ständiger Rechtsprechung des Gerichts dem „Vorbehalt des Möglichen im Sinne dessen, was der Einzelne vernünftigerweise von der Gesellschaft verlangen kann“, unterliege; d. h., dass niemand staatliche oder kommunale Instanzen zum Beschluss von Haushaltsansätzen zwingen könne, die die zur Entscheidung befugten Gremien für zu hoch halten: „Der Gesetzgeber ist […] verfassungsrechtlich nicht gehindert, die tatsächliche Verwirklichung dieser Integrationsformen von einschränkenden Voraussetzungen […] abhängig zu machen“, urteilte das Bundesverfassungsgericht im Oktober 1997, als es den zwangsweisen Besuch einer Sonderschule durch ein körperbehindertes Mädchen und deren Ausschluss von einer gemeinsamen Beschulung mit nicht behinderten Kindern zu bewerten hatte; denn: „Die Überweisung eines behinderten Schülers an eine Sonderschule stellt nicht schon für sich eine verbotene Benachteiligung dar“. Diese Position könne das Gericht nach Ansicht Michael Wrases nach der Unterschrift Deutschlands unter dem Übereinkommen über die Rechte von Menschen mit Behinderungen nicht mehr weiter vertreten, wenn auch das Gericht sich bislang noch nicht von seinem 1997 verkündeten Urteil distanziert habe.
In Österreich wurde Anfang der 60er-Jahre das Schulsystem neu strukturiert und die Sonderschulen bis Mitte der 80er-Jahre ausgebaut. Dann nahm die Zahl der Sonderschüler, insbesondere auf dem Land, stetig ab und nach einer ca. zehnjährigen Schulversuchsperiode wurde das Elternwahlrecht 1993 für die Volksschule und 1997 für die Sekundarstufe I gesetzlich verankert. Auch in Österreich unterschied sich die Entwicklung der einzelnen Bundesländer sehr stark, obwohl es hier ein einheitliches Bundesgesetz gab. Ab Mitte der 80er- bis Ende der 90er-Jahre wurde die Entwicklung intensiv wissenschaftlich begleitet. Es zeigte sich, dass eine gut funktionierende Kooperation mit den Lehrerkollegen und den Eltern sowie ein entsprechender Rückhaltung seitens der Schulleitung die wesentlichsten Faktoren für einen erfolgreichen gemeinsamen Unterricht waren, der Arbeitsaufwand zwar als höher eingeschätzt wurde, aber insgesamt eine höhere Zufriedenheit vorhanden war. Die Leistungen der Schüler in Integrationsklassen, sowohl der behinderten als auch der nichtbehinderten, entwickelten sich zumindest gleich gut.

### Salamanca-Erklärung
Vom 7. bis 10. Juni 1994 fand in Salamanca (Spanien) die UNESCO-Konferenz Pädagogik für besondere Bedürfnisse: Zugang und Qualität statt. Ihr Hauptergebnis war die Salamanca-Erklärung mit der Nennung der Inklusion. Die Erklärung wurde das wichtigste Ziel der internationalen Bildungspolitik und in der Folge ein erster internationaler Rahmen für ihre Umsetzung.

„Das Leitprinzip, das diesem Rahmen zugrunde liegt, besagt, dass Schulen alle Kinder, unabhängig von ihren physischen, intellektuellen, sozialen, emotionalen, sprachlichen oder anderen Fähigkeiten aufnehmen sollen. Das soll behinderte und begabte Kinder einschließen, Kinder von entlegenen oder nomadischen Völkern, von sprachlichen, kulturellen oder ethnischen Minoritäten sowie Kinder von anders benachteiligten Randgruppen oder -gebieten.“

Schon hier wird im englischen Originaltext wiederholt der Begriff inclusive verwendet; in der deutschen Version ist dies jeweils mit integrativ o. ä. wiedergegeben. Das englische Wort participate wird mit Teilhabe übersetzt, kann ebenso gut jedoch das eher Aktivität beschreibende Teilnahme bedeuten. 2010 aktualisierte Petra Flieger die deutsche Übersetzung, so dass nun ein deutsches Dokument vorliegt, das der englischen Originalfassung gerecht wird.

## 21. Jahrhundert

### UN-Behindertenrechtskonvention
In der 2006 beschlossenen UN-Konvention über die Rechte von Menschen mit Behinderungen verpflichten sich die Unterzeichnerstaaten, ein inclusive education system (engl., amtliche dt. Übersetzung gem. Art. 24 (1) der UN-Konvention: integratives Bildungssystem, in Österreich einstweilen mit inklusives Bildungssystem übersetzt) zu errichten, in dem Behinderte nicht aufgrund von Behinderung vom allgemeinen Bildungssystem ausgeschlossen werden (Art. 24 (2) a der Konvention) und ohne Diskriminierung und gleichberechtigt mit anderen Zugang zu allgemeiner Hochschulbildung, Berufsausbildung, Erwachsenenbildung und lebenslangem Lernen haben (Art. 24 (5) der Konvention).
Inklusion, also der gemeinsame Unterricht von Schülern mit und ohne Behinderung, wird in der UN-Konvention jedoch nicht explizit gefordert. Tatsächlich tauchen in der amtlichen deutschen Übersetzung weder der Begriff Inklusion noch das Wort gemeinsam auf. Obwohl Integration und Inklusion zwei verschiedene Dinge sind, wird in der öffentlichen Diskussion in Deutschland regelmäßig die UN-Konvention herangezogen, um die Inklusion zu begründen.
Im Januar 2016 wurde in einer unter Federführung des Bundesministeriums für Arbeit und Soziales (BMAS) und Mitwirkung der Kultusministerkonferenz (KMK) erstellten gemeinsamen Stellungnahme von Bund und Ländern zu einem Kommentar des UN-Fachausschusses zur Umsetzung von Artikel 24 der UN-Behindertenrechtskonvention (UN-BRK) das nationale Sonderschulsystem verteidigt.
Der Anfang September 2016 in Genf veröffentlichte „allgemeine Kommentar“ („General Comment“) Nr. 4 zur UN-Behindertenrechtskonvention des UN-Fachausschusses für die Rechte von Menschen mit Behinderungen, welcher die staatlichen Verpflichtungen zur Umsetzung von Artikel 24 der Menschenrechtskonvention verbindlich normiert, hebt inklusive Bildung als ein Menschenrecht für alle hervor, das auch für Menschen mit Behinderungen auf allen Stufen des Bildungssystems gelte. Inklusive Bildung schließe ausdrücklich das Recht auf Nicht-Segregation, Nicht-Diskriminierung und Chancengleichheit ein. Weiters wird sehr deutlich klargemacht, dass Inklusion eine Veränderung des Schulsystems und des Unterrichts bedeutet. Inklusive Bildung sei das Recht des Kindes, Eltern hätten sich in der Wahrnehmung ihrer Verantwortung am Recht der Kinder auszurichten.

### Schlussfolgerungen deutscher Juristen
Ein Rechtsgutachten des Völkerrechtlers Eibe Riedel kam Anfang 2010 zu dem Schluss, dass Kinder mit Behinderungen nur in Ausnahmefällen vom Besuch einer Regelschule abgehalten werden dürfen, und gesteht ihnen ein Recht auf den Besuch einer allgemeinen wohnortnahen Schule zu.
Nach Auffassung des Deutschen Instituts für Menschenrechte ist durch die Unterschrift der Bundesrepublik Deutschland unter die UN-Konvention über die Rechte von Menschen mit Behinderungen die Möglichkeit von Staatsorganen, sich auf einen „Ressourcenvorbehalt“ zu berufen, hinfällig geworden: Das Argument, für die Umsetzung des Inklusionsprinzips stehe nicht genug Geld zur Verfügung, dürfe also nicht mehr gegen Antragsteller ins Feld geführt werden. Auch Gymnasien seien verpflichtet, Kinder und Jugendliche mit Behinderungen aufzunehmen.

### WHO und Nachhaltigkeitsziele der Vereinten Nationen
Im Juni 2011 veröffentlichten die Weltgesundheitsorganisation WHO und die Weltbank den ersten weltumfassenden Bericht zur Behinderung, World report on disability.
 Eine seiner zentralen Forderungen ist es, Inklusion vor allem im Bereich der Bildung in nachhaltige Konzepte einzubetten.

„Bildung sei auch der Schlüssel zum ersten Arbeitsmarkt, so der Bericht weiter, der für Menschen mit Behinderung durch Vorurteile und Ignoranz, mangelnde Bereitstellung von Dienstleistungen sowie berufliche Aus- und Weiterbildungsmöglichkeiten jedoch weitgehend verschlossen bleibe.“

Die 2015 von der UN verabschiedeten 17 Ziele für nachhaltige Entwicklung nennen Inklusion bei mehreren Punkten, z. B. unter Ziel 4, Ensure inclusive and quality education for all and promote lifelong learning („Gewährleistung einer inklusiven und hochwertigen Bildung für alle und Förderung lebenslangen Lernens“), Ziel 11: Make cities inclusive, safe, resilient and sustainable („Städte inklusive, sicher, belastbar und nachhaltig machen“) oder Ziel 16: Promote just, peaceful and inclusive societies („Förderung gerechter, friedlicher und inklusiver Gesellschaften“).

### Weitere Entwicklung in Deutschland
Eine Studie der Bertelsmann-Stiftung kam im September 2009 zu dem Ergebnis, dass damals in Deutschland 20 % der Kinder mit besonderem Förderbedarf einen gemeinsamen Unterricht besuchten. In Ländern wie Italien, Norwegen oder Dänemark gibt es dagegen seit Jahren nur noch wenige Spezialschulen für Kinder mit besonderen Bedürfnissen. Fast 100 Prozent der Kinder mit Behinderungen oder Beeinträchtigungen gehen in diesen Ländern in eine gemeinsame Schule mit anderen Kindern (wenngleich auch nicht immer in dieselbe Klasse). Neuere Projekte in Deutschland verfolgen ebenfalls sowohl jahrgangsübergreifende wie auch inklusive Ansätze (im Sinne von Interessenverbänden von und für Menschen mit Behinderungen). Dazu gehört vor allem die neue Schulform Gemeinschaftsschule.
In einer Umfrage zur „Gesellschaftlichen Teilhabe von Menschen mit Behinderung in Deutschland“ des Instituts für Demoskopie Allensbach im Auftrag des Bundesministeriums für Arbeit und Soziales kennzeichneten im Mai 2011 51 % der Befragten die Verwirklichung der gemeinsamen Erziehung und Bildung behinderter und nichtbehinderter Kinder und Jugendlicher in Deutschland mit der Einschätzung weniger bzw. gar nicht gut.
Die Aufnahme von Kindern und Jugendlichen mit Behinderungen in allgemeinen Schulen setzt sich in Deutschland nur mühsam durch – z. B. aufgrund allgemeiner oder Kosten-Vorbehalte, mangelnder Bereitstellung von notwendigen Ressourcen, des Beharrens auf verschiedenen, teilweise parallel betriebenen Schulformen sowie Ängsten vor Bedeutungsverlust der Sonder- und Heilpädagogik. Die Umsetzung inklusiver Ideen und Praktiken ist dabei aus eigener Sicht nicht nur für die Sonderpädagogik, sondern auch für die Allgemeine (Schul-)Pädagogik mit erheblichen Herausforderungen verbunden. Unter Umständen wird Inklusion auch als weiteres Modell für die Integration von Schülern mit Behinderungen in den gemeinsamen Unterricht betrachtet.
2023 wurde der 2. Staatenbericht diskutiert. Die Abschließenden Bemerkungen des UN-Fachausschusses weisen darauf hin, dass in Deutschland noch immer das medizinische Modell von Behinderung dominiert und Prozesse zur Implementierung inklusiver Bildung auf Länder- und Gemeindeebene fehlen, und empfehlen dringend einen Nationalen Aktionsplan zur Transformation sonderpädagogischer Ressourcen in das Allgemeine Bildungssystem sowie eine entsprechende Änderung der Aus- und Weiterbildung von Lehrern und Erziehern. So wie in Baden-Württemberg ist in den meisten Bundesländern festzustellen, dass sich zwar die Zahl der Schüler mit sonderpädagogischem Förderbedarf in allgemeinen Schulen erhöhte, es gleichzeitig aber auch zu einer Erhöhung der Förderquote und der Segregationsquote kam. Alles in allem muss mit Georg Feuser gesagt werden, dass es einstweilen zu einer Integration der Inklusion in die Segregation gekommen ist und damit die Idee der inklusiven Bildung deutlich verändert wurde.

### Weitere Entwicklung in Österreich
In Österreich wurde bereits in den 1990er-Jahren eine Integrationsquote von rund 50 % erreicht, in den 2000er-Jahren blieb die Entwicklung zahlenmäßig relativ stabil. 2006/07 wurden z. B. durchschnittlich 52,54 % aller Schüler mit sonderpädagogischem Förderbedarf in allgemeinen Schulen beschult. Die Integrationsquote schwankte dabei zwischen 82,37 % in der Steiermark und 32,04 % in Niederösterreich. Die Steiermark hatte dementsprechend die niedrigste Segregationsquote von 0,45 %, in Niederösterreich betrug diese 2,79 %. Die Segregationsquote für ganz Österreich lag bei 1,57 %. Für das Schuljahr 2016/17 weist der Nationale Bildungsbericht 2018 eine Integrationsquote von 60,84 % und eine Segregationsquote von 1,53 % auf. Die quantitative Entwicklung in Österreich im Sinne der De-Segregation kann im Vergleich zu Deutschland als sehr gut bezeichnet werden. Allerdings führte die Verankerung des Elternwahlrechts bei Beibehaltung eines selektiven Schulsystems mit einer Vielfalt der Förderorte und einer gymnasialen Unterstufe nur zu einem integrativen Schulsystem, also zu einer Parallelverankerung von gemeinsamer Beschulung und Sonderbeschulung. Die Entwicklung der Inklusion im Sinne einer Schule für alle stößt an strukturelle Grenzen. Die eigentlich notwendige Diskussion über eine äußere Schulreform findet nicht statt. Eine Kulturänderung benötigt aber unbedingt eine Strukturänderung und umgekehrt.

Letztlich muss damit auch für Österreich, ähnlich wie für Deutschland, festgehalten werden:
Die Strategie der Freiwilligkeit innerhalb der bestehenden Ressourcen erscheint einesteils freundlich an die Autonomie und den Erfindungsgeist der dezentralen Akteure zu appellieren. Auf der anderen Seite stößt sie wohl in vielen Fällen an das Sicherheitsbedürfnis vieler Akteure: Innerhalb der bestehenden Ressourcen ist es am leichtesten vorstellbar, dass die bestehende Praxis umgesetzt werden kann. Folgerichtig scheint die Entwicklung der letzten Jahre auf fatale Weise einer Integration der Inklusion in die Segregation zu entsprechen (siehe Georg Feuser in diesem Band), die auch damit zusammenhängt, dass der Bund zu wenig normatives Leadership (aus Furcht vor Ressourcenimplikationen) zeigt und dadurch den öffentlichen Raum einer Vielzahl von Akteuren mit unterschiedlichen Partialinteressen überlässt.
Um eine Systemänderung herbeizuführen, schlagen Ewald Feyerer & Herbert Altrichter eine Strategie der Verbindlichkeit mit angemessener Unterstützung der Entwicklung vor, mit gezielter Öffentlichkeitsarbeit, klaren Botschaften zu den Zielen an alle Akteure aber auch autonomen Freiräumen bei der konkreten Umsetzung.

## Argumente für und gegen einen inklusiven Unterricht
Das Ziel, Homogenität in den zu unterrichtenden Klassen zu erreichen, gilt den Verfechtern der Inklusion als unerreichbar, gegen die Chancengleichheit gerichtet und pädagogisch wenig effizient.

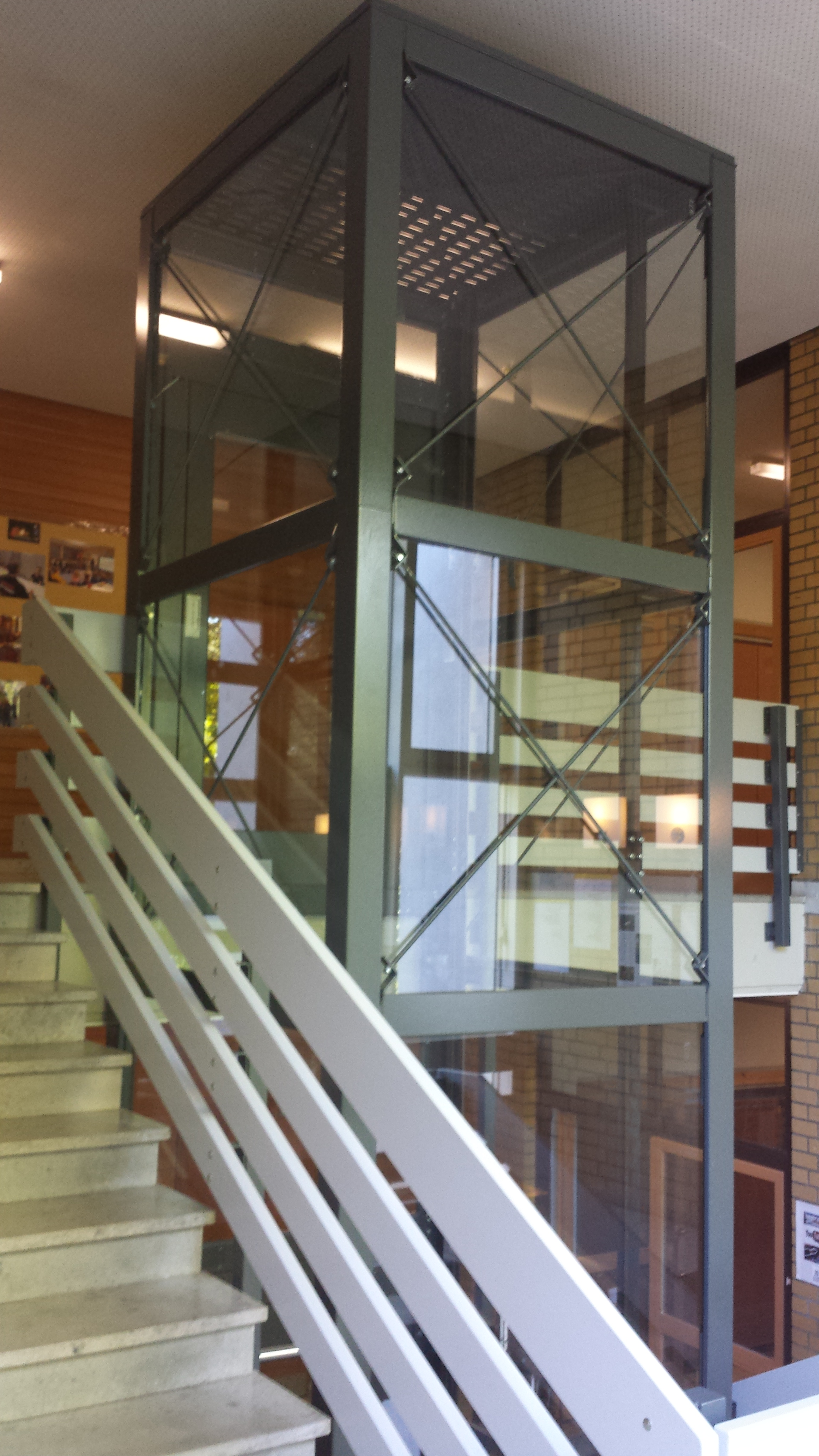
Ein Aufzug für barrierefreies Unterrichten in der Kaufmännischen Schule Tauberbischofsheim

Nach Auffassung der Inklusionsbefürworter kann jeder Schüler jederzeit (ständig oder auch nur vorübergehend) und aus unterschiedlichen Gründen Schwierigkeiten beim Lernen haben. Dabei sei es Aufgabe der Schule und des Lehrpersonals, die entsprechenden Hilfen und Mittel zum Ausgleich bereitzustellen. In vielen Fällen könne die Intervention von Sonderpädagogen oder anderer Spezialisten in der direkten Arbeit mit bedürftigen Schülern oder als Beratung für die Lehrkräfte für den Regelschulunterricht sinnvoll sein. Aber auch diese Hilfeleistungen zur Befriedigung besonderer Bedarfe müssten ohne jegliche Aussonderung stattfinden. 
„Inklusive Bildung kommt allen zugute“, ist ein zentraler Leitsatz der „Europäischen Agentur für sonderpädagogische Förderung und inklusive Bildung“. Brigitte Schumann behauptet, dass „[d]er Anregungsreichtum, der von einer heterogenen Gruppe ausgeht, […] nicht durch die Verkleinerung der Lerngruppe und durch spezialisierte Lehrkräfte kompensiert werden“ könne und dass das Fehlen solcher Anregungen menschrechtswidrig sei. Eventuell abweichende Ansichten betroffener Eltern seien angesichts dessen irrelevant, zumal Eltern jahrzehntelang von der Sonderschullobby „manipuliert“ worden seien.
Die Behauptung einer Manipulation der Eltern durch die „Sonderschullobby“ bedarf eines empirischen Nachweises, der von Brigitte Schumann nicht erbracht wurde. Eltern von Kindern und Jugendlichen mit einer Behinderung sind Anwalt ihres Kindes, und ihr Lebensentwurf mit ihrem behinderten Kind muss akzeptiert und ernst genommen werden. Sonderpädagogische Einrichtungen wie z. B. die Lebenshilfe bieten Kindern und Eltern einen Lern- und Lebensraum, den derzeit keine Regelschule bieten kann (Ganztagsbetreuung, Ferienreisen, Raumausstattung u. a. m.). Viele Eltern sind aufgrund ihrer Lebensumstände darauf angewiesen, dass ihr Kind den ganzen Tag, auch in der Ferienzeit verlässlich außer Haus betreut wird. Ihre Entscheidung für eine Sondereinrichtung muss respektiert werden. Eine solche Entscheidung der Manipulation durch die Sonderschullobby zuzuschreiben ist diesen Eltern gegenüber unmoralisch.
Zwar hat die Sonderschule für Lernbehinderte bis in die 1960er Jahre Bildungsangebote reduziert, indem die Lehrpläne „abgespeckt“ wurden und auf die vorgeblich verminderte Lern- und Leistungsfähigkeit der Kinder mit einer Lernbehinderung abgestimmt wurden. Die Reduktion wurde u. a. damit begründet, dass der Lebensrahmen eines Hilfsschülers dem eines Hilfsarbeiters entspräche und sich die Lernziele daher an dem Wissen und Können dieses Personenkreises zu orientieren habe.
Dennoch sind die Leistungen der Sonderschulen bzw. Förderschulen der letzten Jahrzehnte nicht zu diskreditieren. Speck weist darauf hin, dass durch Überzeichnungen und emotionale Aufmischungen eine Massenideologie entstehen kann, „die vor allem von Empörung beflügelt sein und sich in Forderungen nach massiven und diffamierenden Eingriffen in das bestehende System äußern kann. Sondereinrichtungen für behinderte Kinder werden pauschal zu inhumanen Institutionen stilisiert, so dass in der Öffentlichkeit die Übereinstimmung wächst, diese müssten selbstverständlich abgeschafft werden“. Solche ideologische Einseitigkeit stelle eine Verfälschung der Wirklichkeit dar und sei verheerend, wenn sich herausstellt, dass trotz Inklusionsbestrebungen doch Sonderklassen notwendig sind, denn die dort betreuten Menschen würden dann noch mehr diskreditiert und marginalisiert. Diese verheerenden Folgen bekommen die derzeitigen Förderschulen bereits zu spüren. Die Rektorin einer Förderschule mit dem Schwerpunkt Lernen und Soziale und Emotionale Entwicklung sagt dazu: „Was bei uns ankommt, ich sag es mal so ein bisschen böse, ist der Rest vom Rest vom Rest…“. Nach Speck sollten Sonder- oder Förderschulen durch konkrete Praxis und Öffentlichkeitsarbeit auch nach außen deutlich machen, dass sie „kein Hindernis für ein integratives Bildungssystem darstellen und sich auch nicht als Selbstzweck verstehen, sondern dass sie als subsidiäre, also nachgeordnete Einrichtungen für Ausnahmen von der Regel der Inklusion pädagogische Verantwortung übernehmen und darüber auch Rechenschaft ablegen können“.
Marco Tullner, Bildungsminister von Sachsen-Anhalt, erklärte im Dezember 2017 die bisherige Praxis der Inklusion für „gescheitert“, weil sie sowohl Schüler als auch Lehrer überfordere. Deshalb müsse auch weiterhin das bestehende System von Förderschulen fortgeführt werden. Es gebe nicht genug Lehrer für einen befriedigenden inklusiven Unterricht, und angesichts der Arbeitsmarktlage sei dieser Zustand auch nicht kurzfristig zu beseitigen. Abgesehen davon vertritt Tullner die Ansicht, dass es Kinder mit Förderbedarf gebe, die in Förderschulen besser betreut werden könnten als in einer „normalen Schule“.

Ergebnisse des Projektes Qualität in der Sonderpädagogik (= QSP) in Österreich hingegen zeigen, dass die Einführung des gemeinsamen Unterrichts insgesamt zu einer Steigerung der Qualität der sonderpädagogischen Förderung geführt hat (81,2 % vs. 5,8 %). 81,9 % vs. 3,9 % sagen, dass sich die Förderung von Kindern in Integrationsklassen im Allgemeinen bewährt hat und als Motor für eine innere Schulentwicklung bezeichnet werden kann. Die Ergebnisse umfassender Evaluationsstudien zu Wirkungen des gemeinsamen Unterrichts werden von Specht et al. (2007, 32f.) so zusammengefasst:
Die österreichischen Untersuchungen deuten darauf hin, dass sorgfältig geplanter und durchgeführter gemeinsamer Unterricht nicht nur ein hohes Förderpotential für Kinder mit Behinderungen hat, sondern die Qualitätsentwicklung von Schule und Unterricht insgesamt unterstützt.

### Ausgliederung versus (Wieder-)Eingliederung
Während Kinder (bisher) mit beträchtlichem Aufwand für ihre Schulbildung segregiert wurden, um eine vermeintlich möglichst optimale Förderung zu erzielen, wird anschließend ein ebenfalls hoher Aufwand betrieben, um sie wieder in Gesellschaft und auf dem allgemeinen Arbeitsmarkt einzugliedern, allerdings mit zweifelhaftem Erfolg.
Graumann stellt in der Analyse von Interviews mit Eltern, deren Kinder in den 1990er Jahren integrativ beschult wurden und die 2018 Anfang bis Mitte 30 Jahre alt waren, fest, dass es nicht gelungen sei, sie in den allgemeinen Arbeitsmarkt einzugliedern. Die Integration / Inklusion endet derzeit spätestens nach dem 10. Schuljahr. Es wird z. B. von einer jungen Frau berichtet, die sehr erfolgreich eine integrative Grundschule besuchte sowie eine integrative Gesamtschule bis zum 10. Schuljahr. Charlotte entschied selbst, dass sie in den Klassenstufen 11–13 in eine Schule mit den Förderschwerpunkten Geistige Entwicklung und Körperliche und Motorische Entwicklung gehen möchte. „Charlotte konnte sich nochmal erleben, als – ja – ich würde fast sagen als die Fitteste unter ihren Klassenkameraden. Sie konnte alles machen, sie war sofort Klassensprecherin und trat bei Schulveranstaltungen auf – sie hatte auch vorher schon keine Scheu, sich zu äußern. Das hat ihr nochmal, was ihr Selbstbewusstsein anging, einen richtigen Schub gegeben“, sagt der Vater. Nach Abschluss der Schule arbeitete Charlotte in den Werkstätten für behinderte Menschen (WfbM) und betreute dort Menschen mit einer Schwerstmehrfachbehinderung. Doch sie wollte sich auch auf dem allgemeinen Arbeitsmarkt behaupten. Vier Jahre arbeitete sie in einem öffentlichen Kindergarten, doch der Stress und die Arbeitsbelastung durch zu wenig Personal wurden zu groß. Inzwischen übt sie wieder Assistenzaufgaben in einer Werkstatt für behinderte Menschen aus und ist glücklich. Das ist kein Einzelfall. Das Beispiel zeigt, dass der allgemeine Arbeitsmarkt in keiner Weise so gestaltet ist, dass die in der Schule begonnene Inklusion weitergeführt wird.
Eine Langzeitstudie aus einem schweizerischen Nationalfondsprojekt von Eckhardt, Haeberlin et al. (2011) kommt hingegen zur Erkenntnis, dass schulische Integration auch langfristig berufliche und soziale Eingliederung fördert, was letztlich auf geringere volkswirtschaftliche Kosten schließen lässt. Jugendliche mit Lernbehinderungen im gemeinsamen Unterricht weisen ein höheres Selbstwertgefühl im Erwachsenenleben auf, verfügen über ein größeres soziales Netzwerk und finden leichter Arbeits- und Ausbildungsmöglichkeiten als vergleichbare Jugendliche aus Sonderschulklassen.

### Bildungskosten
Die Bertelsmann Stiftung stellt in einer Studie dar, dass sich für Deutschland bis zum Jahr 2090 bei unzureichenden Bildungsreformen Folgekosten in Billionenhöhe ergeben.
Die inklusive Förderung erscheint pädagogisch effektiver und effizienter:

„In Deutschland werden 400.000 Schülerinnen und Schüler an Förderschulen unterrichtet. Dafür geben die Bundesländer Jahr für Jahr 2,6 Milliarden Euro zusätzlich … aus. … auf den ersten Blick scheint dies wenig aufsehenerregend: Kinder und Jugendliche bekommen in Förderschulen eigens auf ihren Bedarf zugeschnittenen Unterricht. … – das klingt nach sinnvollen Investitionen. … dass internationale und nationale Studien zumindest für den Förderschwerpunkt Lernen das Gegenteil belegen: Die Leistungen von Förderschülerinnen und -schülern entwickeln sich demnach ungünstiger, je länger sie auf der Förderschule sind. In Deutschland schafft nur ein Bruchteil der Förderschülerinnen und -schüler den Sprung zurück auf eine allgemeine Schule. Im Ergebnis machen am Ende der Pflichtschulzeit 77,2 Prozent von ihnen keinen Hauptschulabschluss. Kinder mit besonderem Förderbedarf, die im Gegensatz dazu im Gemeinsamen Unterricht mit Kindern ohne Förderbedarf lernen und leben, machen im Vergleich deutlich bessere Lern- und Entwicklungsfortschritte. Zudem profitieren auch die Kinder ohne Förderbedarf vom Gemeinsamen Unterricht, indem sie höhere soziale Kompetenzen entwickeln, während sich ihre fachbezogenen Schulleistungen nicht von den Leistungen der Schülerinnen und Schüler in anderen Klassen unterscheiden. … Klar ist: Im internationalen Vergleich beschreitet Deutschland mit seinem hoch differenzierten Förderschulsystem einen Sonderweg. … Die Ergebnisse nationaler wie internationaler Studien stehen im deutlichen Widerspruch zu dieser pädagogischen Praxis.“

Eine Studie in Kanada kam zu dem Ergebnis, dass

„der Ausschluss von behinderten Menschen vom Arbeitsmarkt das potentielle Bruttoinlandsprodukt um 7,7 % (…) mindert. … Die Abbildung zeigt die durchschnittlich entgangene Wirtschaftsleistung, gemessen am Bruttoinlandsprodukt. Die Graphik zeigt, dass geschätzte 35,8 % der weltweit wegen Exklusion von behinderten Menschen entstehenden verringerten Wirtschaftsleistung Europa und Zentralasien betreffen, gefolgt von Nordamerika mit 29,1 % und Ostasien und dem pazifischen Raum mit 15,6 %. Auf die anderen Weltregionen entfallen jeweils weniger als 10 % der weltweiten Verringerung der Wirtschaftsleistung.“

Im Juni 2018 rügte der Landesrechnungshof Niedersachsen die niedersächsische Landesregierung für ihr Bestreben, Parallelstrukturen mit inklusivem Unterricht in Regelschulen und Unterricht in Förderschulen aufrechtzuerhalten. Dieses Verfahren gehe zu Lasten der Steuerzahler, da es teuer sei, und verschärfe den Lehrermangel. Unnötig teuer sei insbesondere der Wechsel des Einsatzortes von Förderschullehrern im „Mobilen Dienst“, wenn deren Schüler auf viele verschiedene Schulen verteilt seien, da dadurch nicht nur Entlastungsstunden, sondern auch Fahrtkostenerstattungen anfielen.
Das Projekt QSP in Österreich kam zu dem Ergebnis, dass eine flächendeckende parallele Verankerung von sonderpädagogischer Förderung in Sonderschulen und allgemeinen Schulen und damit das Elternwahlrecht eine Fiktion sei, da dies „jeden vernünftigen ökonomischen Rahmen für den sonderpädagogischen Sektor sprengen“ würde. Als Lösung wird ein grundsätzlich inklusiver Unterricht für alle vorgeschlagen. Ausnahmen davon müssen begründet werden und die dabei entstehenden Sonderformen sollen nicht in eigenständigen Organisationsformen geführt, sondern innerhalb der allgemeinen Schulen umgesetzt werden.

### Arbeitsmarkt
Die Schwierigkeiten von Schulabgängern mit einer Behinderung oder mit „Lernschwierigkeiten“, auf dem Ersten Arbeitsmarkt Fuß zu fassen, führt Urs Haeberlin auf den Umstand zurück, dass die meisten von ihnen eine schulische Sozialisation außerhalb des Regelschulsystems erfahren hätten:

„… Junge Erwachsene mit Sonderklassen-Vergangenheit haben in der Regel nur Zugang zu Berufen mit sehr tiefem Anspruchsniveau oder bleiben häufig arbeitslos. Für vergleichbare junge Erwachsene, die jedoch keine Sonderklasse besucht haben, sieht die Berufsperspektive deutlich besser aus. Selbst drei Jahre nach der Schulzeit hat rund ein Viertel der ehemaligen Sonderklassenschülerinnen und -schüler keinen beruflichen Zugang gefunden. Für junge Erwachsene ohne Sonderklassenvergangenheit, aber mit vergleichbarer Schulschwäche, ist diese Gefahr etwa vier Mal kleiner. Sie haben sogar gewisse Chancen auf einen Ausbildungszugang im mittleren oder höheren Segment. Dies ist für ehemalige Sonderklassenschülerinnen und -schüler kaum je der Fall. Während des Übergangs in die Berufsausbildung brechen sie häufig mehrere berufliche Einstiegsversuche ab.“

Die Untersuchungsergebnisse von Haeberlin beziehen sich insbesondere auf Schulabgänger mit dem Förderschwerpunkt Lernen und nicht auf Jugendliche mit dem Förderschwerpunkt Geistige Entwicklung bzw. je nach Schweregrad auf Jugendliche mit dem Förderschwerpunkt Körperliche und Motorische Entwicklung. Interviews mit Eltern solcher junger Menschen zeigen, dass es praktisch nicht möglich ist, einen Arbeitsplatz auf dem allgemeinen Arbeitsmarkt zu finden, auch wenn der Jugendliche eine inklusive Regelschule besucht hat. Das liegt neben vielen anderen Gründen auch daran, dass je nach Schweregrad der Behinderung die Menschen mit einem Handicap in leistungs- und gewinnorientierten Betrieben auch für einfachste Arbeitsvorgänge meist durchgängige Hilfestellungen benötigen, die die Betriebe nicht bereitstellen können (oder wollen).
Es gibt in den letzten Jahren zahlreiche gesetzliche Regelungen zur Teilhabe von Menschen mit einer Behinderung am Arbeitsleben auf dem ersten Arbeitsmarkt. Deutschland hat sich dazu bekannt, das deutsche Recht in Übereinstimmung mit den Bestimmungen der UN-Behindertenrechtskonvention (UN-BRK) von 2006 auszulegen und weiterzuentwickeln und sich damit für das Konzept der Inklusion entschieden. Das bedeutet, dass Menschen mit Behinderungen das gleiche Recht auf Arbeit haben wie nicht behinderte Menschen. Arbeit darf für Menschen mit Behinderungen nicht auf Sonderarbeitsmärkte und Sonderarbeitsumfelder beschränkt werden, sondern sowohl der allgemeine Arbeitsmarkt als auch der konkrete Arbeitsplatz müssen offen, inklusive und zugänglich sein. Dieses Ziel konnte bisher in Deutschland jedoch nicht erreicht werden, obwohl es viele Aktionen von Verbänden und Einzelpersonen gibt, Menschen in Arbeitsprozesse z. B. in kleinen Betrieben einzugliedern. Die Arbeitslosenquote ist bei Menschen mit einer Behinderung doppelt so hoch wie bei Menschen ohne Behinderung. Bundesweit gelingt nur 0,16 % aller in Werkstätten für Behinderte (WfbM) beschäftigen Menschen pro Jahr der Schritt auf den ersten Arbeitsmarkt. Die Zahl der Beschäftigten in diesen Werkstätten stieg seit der Gesetzesanpassung sogar an. Das „Gesetz zur Stärkung der Teilhabe und Selbstbestimmung von Menschen mit Behinderungen – Bundesteilhabegesetz (BTHG)“ soll dies ändern. Das Sozialgesetzbuch (SGB) IX wurde neu gestaltet und ist 2018 in Kraft getreten. Allerdings halten sich die inhaltlichen Neuerungen in Grenzen. Inklusiv gedacht wird nun insofern, als die gleichberechtigte Teilhabe nicht mehr durch eine Anpassung des Menschen mit einer Behinderung an die Umwelt, sondern durch eine barrierefreie Gestaltung der Umwelt geschehen muss.

Auch der Besuch einer inklusiven weiterführenden Schule schützt offensichtlich nicht zwangsläufig vor Schwierigkeiten, einen Ausbildungsplatz zu bekommen, vor allem dann nicht, wenn auf dem Abschlusszeugnis z. B. der Vermerk steht: „Die Schülerin wurde mit Förderbedarf Sprache im Realschulbereich gefördert“ – wie eine Mutter aus NRW in einem Interview berichtet. Allerdings sieht die „Verordnung über die sonderpädagogische Förderung, den Hausunterricht und die Schule für Kranke (Ausbildungsordnung sonderpädagogische Förderung – AO-SF)“ in NRW (2016) in § 23 Folgendes vor:
„Die Schülerinnen und Schüler mit nach § 14 festgestelltem Bedarf an sonderpädagogischer Unterstützung erhalten Zeugnisse mit der Bemerkung, dass sie sonderpädagogisch gefördert werden. Die Zeugnisse nennen außerdem den Förderschwerpunkt und den Bildungsgang. Auf Wunsch der Eltern gelten bei zielgleicher Förderung die Sätze 1 und 2 nicht für Abschlusszeugnisse.“
Das bedeutet, dass es Aufgabe der Schulleitung ist, die Eltern über diese Regelung aufzuklären und den Vermerk auf einen Förderschwerpunkt nur ins Abschlusszeugnis zu schreiben, wenn die Eltern dies ausdrücklich wünschen. Im Falle oben genannter Mutter aus NRW wurde die Aufklärung über die gesetzliche Regelung offensichtlich versäumt und die inklusiven Bemühungen dieser Schule damit konterkariert.
Laut Bernd Ahrbeck stellt sich die Frage nach dem Erfolg inklusiven Unterrichts vor allem nach dem Ende der Schulzeit: „Nach der Schule stellt das Leben an alle Menschen die gleichen Fragen: Kannst du lesen, schreiben, rechnen und kannst du dich adäquat benehmen? Die Relativierung pädagogischer Ziele im Sinne von Beliebigkeit und bunter Vielfalt steht häufig in einem krassen Widerspruch zu den Anforderungen des Erwachsenlebens. Schließlich soll die Schule Kinder auf das Erwachsenenleben vorbereiten.“
Um den Weg ins Berufsleben zu erleichtern, wurde in Österreich 2003 die integrative Berufsausbildung (= IBA) gesetzlich eingeführt und 2008 unbefristet in das Berufsausbildungssystem übernommen. Zur Erlangung einer formal anerkannten Ausbildung stehen zwei Wege offen: Verlängerung der Ausbildungszeit um ein Jahr bzw. in Ausnahmefällen um zwei Jahre, oder eine Teilqualifikation. Ein Wechsel von einer Teilqualifikation zur verlängerten oder regulären Ausbildung kann vereinbart werden. Die Lehrlinge erhalten zusätzliche Unterstützung durch Berufsausbildungsassistenten.

### Forderungen der Befürworter
Vertreter der inklusiven Pädagogik fordern, dass kein Schüler mehr als „andersartig“ angesehen werden dürfe. Eine Klasse bilde eine Einheit vieler unterschiedlicher Schüler, von denen jeder in irgendeinem Bereich förderbedürftig sei. Jeder Schüler sei ein besonderer Fall, und deshalb würden Sonderschulen eigentlich überflüssig. Die Sonderpädagogik müsse der „normalen“ Pädagogik gleichgestellt werden: Beide Disziplinen bildeten eine Einheit. „Eine Schule für alle“ müsse flächendeckend das gegliederte Schulwesen ersetzen, jeden individuell fördern und seine Interessen beachten. Die erforderliche Infrastruktur sei bereitzustellen. Dies soll zu mehr Chancengleichheit, Gleichberechtigung und vor allem zu einem hohen Bildungsstandard führen.
Schul- und vor allem Finanzpolitiker werden aufgefordert, mehr Mittel für die Inklusion zur Verfügung zu stellen. Dies sollte auch erforderliche Fortbildungsmaßnahmen für Pädagogen einschließen. Die Salamanca-Erklärung schreibt Förderschulen ausdrücklich eine Rolle als wertvolle Ressource für die Entwicklung inklusiver Schulen zu und führt aus, dass es weiterhin einen begrenzten Bedarf für diese Spezialisierung gibt. Investitionen sollten auf diese neue beziehungsweise erweiterte Rolle ausgerichtet sein. Die Verwirklichung umfassender Inklusion führt zu einer tiefgreifenden Reform des Schulsystems: Sie führt im Idealfall zu einer vollen Akzeptanz beeinträchtigter Menschen und zur Beseitigung von Barrieren.
Ein mögliches Modell, das in vielen Ländern erfolgreich funktioniert, ist dabei die Gründung von sogenannten Ressourcen-Zentren für die Vielfalt. Es handelt sich hierbei um Teams von speziell ausgebildeten Pädagogen, Psychologen, Ergotherapeuten, Logopäden, Heilpädagogen usw., aber auch um spezielle didaktische Materialien, Hilfsmittel, Literatur usw., die als Unterstützung für die Inklusion bereichsweise als zusätzliche Ressourcen für die Schulen zur Verfügung gestellt werden sollen. Dabei gilt das Prinzip, dass die Experten sich auf den Weg in die verschiedenen (Regel-)Schulen machen, die alle Kinder nach Einführung der Inklusion besuchen (eine Konzentration von Schülern auf wenige Schulen wäre inklusionswidrig), mit dem Ziel, die Pädagogik zur Bewältigung der dann hergestellten Heterogenität zu unterstützen.
Bei einer solchen Organisation des Unterrichts können sich die Schüler den Stoff teilweise selbständig aneignen und mehr eigene Verantwortung für ihre Lernerfolge übernehmen, wofür ihnen eine Vielzahl von Medien zur Verfügung gestellt wird. Der Lehrer lehrt dabei nicht mehr vor allem selbst, er gibt teilweise Verantwortung ab und den Schülern eher Hilfestellungen und steht für Beratung und Planung zur Verfügung. Diese Hilfestellungen sollen jeweils an die individuellen Bedarfe der Schüler angepasst sein. Da die Schüler das sogenannte selbst erschließende Lernen möglichst frühzeitig erlernen müssen, werden in den Ländern, in welchen die inklusive Pädagogik bereits umgesetzt ist, die besten und fähigsten Pädagogen vorzugsweise in den Vor- und Grundschulen eingesetzt. Der Unterricht wird handlungsorientierter und offener. Eltern, deren Kinder offenen Unterricht erlebt haben, zeigen sich dabei unabhängig von ihrem persönlichen Hintergrund zufriedener mit der Klasse und Schule ihres Kindes als Eltern, an deren Schulen keine Binnendifferenzierung stattfindet.
Mit Hilfe ausführlicher Fragenkataloge können Kindertageseinrichtungen sowie Schulen, außerdem Kommunen ihren Stand auf dem Weg zur Inklusion bewerten sowie vielfältige Impulse gewinnen.
Olga Graumann hält inklusiven Unterricht für möglich: Lern- und Unterrichtskonzepte werden auf ihre Bedeutung für den inklusiven Unterricht hinterfragt. Ihr Film zeigt ein Beispiel, wenn die Rahmenbedingungen stimmen, wenn die Schulleitung und das gesamte Kollegium hinter dem Konzept „Gemeinsames Lernen“ steht, wenn die Schule den Kindern mit sonderpädagogischem Förderbedarf das geben kann, was sie individuell brauchen und wenn die Eltern das Konzept der Schule unterstützen.
In Deutschland wird befürchtet, dass durch die Abschaffung der Förderschule bisherige Möglichkeiten der Förderung aufgegeben würden, ohne dass das Regelschulsystem genug finanzielle und zeitliche Ressourcen bekomme, um behinderten Schülern eine angemessene Lernumgebung zu bieten. Gleichzeitig könnte dadurch das Recht der Behinderten bzw. ihrer Eltern, eine passende Schule für sich zu wählen, eingeschränkt werden. Diese Gefahr deute sich in den Eckpunkten der Monitoring-Stelle des Deutschen Instituts für Menschenrechte zur Verwirklichung eines inklusiven Bildungssystems an: Sie schlagen die „Umwandlung der Förderschulen in Kompetenzzentren hin zu Schulen ohne Schüler“ vor und sehen darüber hinaus das Elternwahlrecht nicht in Einklang mit dem Gebot der Inklusion.
Weil ein von Politikern zugestandenes Wahlrecht der Eltern zwischen dem Besuch einer Regelschule und einer Förderschule durch ihr Kind nicht den Intentionen der UN-BRK entspricht, müsse nach Ansicht der Menschenrechtler das Wahlrecht im Interesse des Inklusionsgebots ignoriert werden. Dagegen setzt sich der Verband der Sonderpädagogik (unterstützt auch von Elternvereinen) beim „Runden Tisch“ für die Beibehaltung von Sonderförderangeboten als zusätzliche Angebote in einem weiterhin gegliederten Schulsystem ein.
Nach Graumann darf es heute (2018) nach den Integrationserfahrungen seit Ende der 1980er Jahre und den Inklusionserfahrungen spätestens seit der Salamanca-Erklärung 1994 keinesfalls darum gehen, schulische Inklusion als Ziel aus den Augen zu verlieren. Richtig ist allerdings, dass die erforderlichen Bedingungen derzeit im deutschen Schulsystem nicht gegeben sind. Die Idee bzw. Vision schulischer Inklusion steht nach ihr auf drei Säulen:
- Säule der personellen, strukturellen und sächlichen Rahmenbedingungen (u. a. Team-Teaching von Allgemeiner Pädagogik und Sonderpädagogik, kleine Klassen, spezifische Räume und Raumausstattung)
- Säule der Professionalisierung und Professionalität (u. a. didaktische und förderdiagnostische Kompetenzen, Reflexion subjektiver Theorien, Teamfähigkeit)
- Säule der individuellen Voraussetzungen und der passgenauen Schulauswahl zum Wohle des Kindes.

Alle drei Säulen müssen stabil sein, wenn die Vision einer schulischen Inklusion umgesetzt werden soll. Interviews von Eltern, Schulleitungen und Lehrkräften lassen den Schluss zu, dass keine der drei Säulen derzeit einen festen Stand hat. Es ist auch zu fragen, ob unsere Gesellschaft eine sichere Basis für die Inklusion von Menschen mit besonderen Voraussetzungen und Bedarfen bietet. Auch der Sockel hat Risse und ist brüchig. Das zeige sich u. a. darin, dass die in der Schule begonnene Inklusion in der Regel im Arbeitsleben nicht weitergeführt werden kann.

„In einer Schule, die sich der Inklusion verpflichtet sieht, werden Lehrer und Fachpersonal größten Wert darauf legen, jeden Schüler als Persönlichkeit zu sehen.“

Die Umsetzung von Inklusion setzt einen gezielten und gewollten Umgang mit Vielfalt sowie die Anerkennung heterogener Schülerpersönlichkeiten voraus, legt dabei großen Wert auf die Unterschiedlichkeit in der Bildung und verzichtet auf das Prinzip der Homogenität. Deswegen erfordert die inklusive Schule keine bestimmten einzelnen Methoden oder Konzepte für ihre Umsetzung: Vielmehr benötigt die Inklusion eine weitgehend flexible, zieldifferenzierte Anwendung unterschiedlicher Unterrichtsmethoden und organisatorischer Vorschläge, um die Bedürfnisse aller Schüler befriedigen zu können: „Inklusion ist eine Haltung“.
Sie ist ein Thema für alle Schulformen und nicht auf einzelne, unter Umständen bereits belastete Schularten zu konzentrieren oder zu beschränken.
Wichtige Fragestellungen für eine erfolgreiche Umsetzung inklusiver Pädagogik sind:
- die Formulierung genauer gemeinsamer Ziele in Lehrerkollegien[125]
- die Erarbeitung eines gemeinsamen Verständnisses von Inklusion und das Bewusstsein einer gemeinsamen Aufgabe der betroffenen und ausführenden Pädagogen
- die Schaffung sich gegenseitig unterstützender Strukturen im Sinne von Lehrgruppenunterricht („Teamteaching“)
- die Schaffung einer Atmosphäre, in der sich alle Schüler willkommen fühlen
- besondere, individuelle Förderung als etwas grundsätzlich Normales im Regelunterricht zu begreifen
- ein besonderes Augenmerk auf das soziale Miteinander in (und auch außerhalb) von Unterrichtsgruppen.

Graumann weist darauf hin, dass es zwar wichtig und gut sei, wenn Lehrende die Idee der Inklusion als „Haltung“ verinnerlicht haben. Für Inklusion zu sein und motiviert zu sein, in inklusiven Klassen zu unterrichten ist zwar eine wichtige Voraussetzung, doch das reiche nicht. Voraussetzungen für das Gelingen sind auch die entsprechenden Rahmenbedingungen: 1. Die personelle Ausstattung einer Schule und einer Klasse. Das heißt, um eine Förderung zu gewährleisten, die den individuellen Bedarfen der Schüler gerecht wird, müssen bedarfsspezifisch ausgebildete Förderlehrkräfte in der Klasse mitarbeiten und zur Teamarbeit bereit sein. 2. Die räumlichen und sächlichen Voraussetzungen müssen gegeben sein wie Gruppenräume, Lehr- und Lernmittel für die individuellen Bedarfe u. a. m. und 3. eine sehr enge Zusammenarbeit zwischen Elternhaus und Schule muss gewährleistet sein.
Auch wenn es keine spezifische inklusive Didaktik gibt, so ist es doch erforderlich, dass sich die Lehrkräfte mit Lehr- und Lernkonzepten vertraut machen, die der Heterogenität in inklusiven Klassen gerecht werden. Die derzeitige heftige Kritik von Lehrpersonen und Eltern an der Umsetzung von Inklusion zeigt, dass es nicht so einfach ist wie manche glauben.

In Österreich haben die Schulversuche zum gemeinsamen Unterricht gezeigt, das individualisierender, offener Unterricht auf der Basis von Georg Feusers entwicklungslogischer Didaktik unter Einbeziehung reformpädagogischer Ansätze sehr gut dafür geeignet ist, alle Kinder optimal zu fördern. Gelingensfaktoren sind insbesondere erfolgreiches Teamteaching, gelingende Kooperation mit den Eltern und Unterstützung seitens der Direktion und Schulbehörde. Die Studie „Behindern Behinderte“ zeigt, dass nichtbehinderte Schüler in Integrationsklassen im 8. Schuljahr die gleichen Leistungen erbringen können wir ihre Kollegen aus den Parallelklassen, sich aber in der Schule wohler fühlen und ein höheres Selbstwertkonzept entwickeln. Die INSIDE-Studie aus dem Jahr 2023 bestätigt auch für Deutschland, dass nichtbehinderte Schüler in Klassen mit Kindern mit sonderpädagogischem Förderbedarf keine Nachteile haben, eine bessere Lehrer-Schüler-Beziehung und höhere überfachliche Kompetenzen aufweisen. Cornelia Gresch schließt daraus:
Inklusion – sofern sie ganzheitlich umgesetzt wird – kann nicht nur die Bildungschancen von Kindern mit Förderbedarfen verbessern, sondern auch einen Beitrag zur sozialen Integration und zur Schaffung einer inklusiveren und toleranten Gesellschaft leisten.

### Lehrerausbildung
Ganz allgemein gilt eine entsprechende Anpassung der Lehrerausbildung vor dem Hintergrund des traditionellen Berufsbildes des Sonderschullehrers als entscheidender Faktor angesehen. Darüber hinaus wird die Steuerung durch Politik und Verwaltung als notwendig erachtet, ebenso umfassende Unterstützungsleistungen; zur bestmöglichen Förderung aller Schüler ist eine substantielle Umorientierung notwendig.

„… wenn sie ‚auf dem Weg zu Inklusion‘ als Teil einer Implementationsstrategie eine systematische Überprüfung aller Verordnungen unter Inklusionsgesichtspunkten empfehlen: Die derzeit noch unterschiedlichen Unterrichtsvorgaben für zielgleich und zieldifferent lernende Schülerinnen und Schüler sollten für den Gemeinsamen Unterricht so zusammengeführt werden, ‚dass einerseits die allgemeinen (Mindest-) Lernziele, andererseits die davon abweichenden individuellen Lernziele‘ ermöglicht werden. Sie empfehlen, die undifferenzierte, starre Leistungsbewertung mit sechs Ziffernzensuren durch eine kompetenzorientierte Bewertung in Verbindung mit der Information über die individuelle Lernentwicklung zu ersetzen. Portfolios sollten als Grundlage für Entwicklungsgespräche und Förderpläne dienen und Selbstbewertungen ermöglichen. Als unvereinbar mit dem Ziel der Inklusion sind aus ihrer Sicht Rückstellungen, Klassenwiederholungen und Abschulungen.“

Schon die SALMANCA-Erklärung weist darauf hin, dass die Lehreraus- und -fortbildung ein entscheidender Faktor für das Gelingen inklusiver Bildung ist. Will man ein inklusives Schulsystem, dann ist eine Ausbildung für Sonderschulen nicht zielführend. Sehr wohl müssen Lehrer aber mit Vielfalt und besonderen Bedarfen umgehen können. In Österreich wurde daher mit dem Studienjahr 2015/16 die eigenständige Sonderschullehrerausbildung abgeschafft. Seither müssen in allen Lehramtsstudien grundlegende Kompetenzen im Fach Inklusive Pädagogik zu allen Diversitätsbereichen erworben werden. Zusätzlich können Studierende optional eine Schwerpunktsetzung in Inklusiver Pädagogik mit einem Fokus auf Menschen mit besonderen Bedarfen wählen.
Inklusive Pädagogik als zu entwickelndes Lehr- und Forschungsgebiet vereint, transferiert und entwickelt Erkenntnisse der bisher getrennten Fachgebiete Sonder- und Integrationspädagogik, Interkulturelle und gendergerechte Pädagogik und Hochbegabtenförderung zur Absicherung der Heterogenität in einem inklusiven Bildungssystem. So wie die Elementarpädagogik, die Grundschulpädagogik, die Sekundarstufenpädagogik oder die Berufspädagogik hat auch die Inklusive Pädagogik eine spezifische Zielgruppe, nämlich vulnerable und marginalisierte Personen, die aufgrund ihrer Lebens- und Lernbedingungen ohne besondere Unterrichts- und Erziehungsmaßnahmen ausschlussgefährdet sind. Um dies zu verhindern, erforschen, entwickeln und lehren die Experten des Fachbereiches Inklusive Pädagogik strukturelle, pädagogische, didaktische und methodische Adaptierungen des gemeinsamen Unterrichts (z. B. neue Ressourcenvergabemodelle, diagnostische Verfahren zur Lernprozessbegleitung, lernfördernder Einsatz digitaler Medien, unterstützte Kommunikationsformen, Abbau von Lernbarrieren, …).

### Schulgestaltung
Eine mögliche Form der Umsetzung wäre beispielsweise die Einrichtung eines „Matheraumes“, eines „Geografieraumes“, eines „Informationsraumes“. In diesen Räumen kann es wiederum verschiedene Bereiche geben: eine „Bücherecke“, eine „Computerecke“, eine „Lese- und Schreibecke“ usw. Die Schüler können ihren Aufenthalt in den Räumen weitgehend selbst planen und bestimmen. Ein fragend-entwickelnder Frontalunterricht, wie er an deutschen Schulen bislang weitgehend üblich ist, findet hier keine Anwendung.
Viele Methoden und Konzepte der inklusiven Pädagogik wie die Organisation einer Schule in altersgemischten Gruppen anstelle der Bildung herkömmlicher Klassen, Gruppenarbeit bei fächerübergreifenden Themen, oder neuartig gestaltete Räume dienen der Umsetzung des Grundgedankens der Inklusion stärker als traditionelle didaktische Methoden. Althergebrachte institutionelle Vorgaben wie homogene Lerngruppen nach Leistung stehen mehr oder weniger im Gegensatz zu den Zielen der Inklusion, der Orientierung an Möglichkeiten.

### Zeugnisse und Bewertungen
Die interne wissenschaftliche Begleitung sowie eine externen Evaluation von inklusionsorientierten Entwicklungsprozessen eines hessischen Schulversuchs an vier Grundschulen von 2009 bis 2013 (Begabungsgerechte Schule) kam zu dem Schluss, dass die Umsetzung inklusiver Pädagogik sich nicht auf die Umsetzung schulorganisatorischer Maßnahmen beschränken lasse und ein Verzicht auf Ziffernnoten (zugunsten der Einführung von Kompetenzrastern) entscheidend für den Erfolg inklusiven Unterrichts sei. Im Übrigen ist die traditionelle Form der Benotung in Ziffern Ausdruck einer Gleichbehandlung aller Schüler in Form der Anlegung gleicher Maßstäbe, mithin Ausdruck eines zielgleichen Unterrichts und schon von daher nicht mit einem zieldifferenten Unterricht vereinbar.
In Österreich wurden im Rahmen der Schulversuche zum gemeinsamen Unterricht mehrere alternative Formen zur Ziffernnotenbeurteilung entwickelt, erprobt und evaluiert, wobei nicht das Weglassen von Noten das Hauptziel war. Schüler sollten vielmehr lernen, sich eigene Ziele zu stecken, diese Ziele zu erreichen, notwendige Hilfe dafür einzuholen, sich mit ihrer eigenen Leistung respektive Leistungsbereitschaft auseinanderzusetzen, über Motive, Gedanken und Absichten ihrer Arbeit zu reflektieren, Feedback zu geben und anzunehmen und mit Fremd- und Selbsteinschätzungen umzugehen. Als für die Sekundarstufe besonders geeignet hat sich dabei der Entwicklungsbericht herausgestellt. Dieser erfüllt neben der Berichtsfunkton auch eine Planungs- und Diagnosefunktion.

## Praxis der Beschulung
Im deutschen Bildungssystem werden Schüler nach Klasse 4 oder Klasse 6 verschiedenen Schulen zugewiesen. Dies sind in der Regel die weiterführenden Schulen der Sekundarstufe I. Wo der Elternwille maßgeblich bei der Auswahl der Schulform ist, besteht zwar die Möglichkeit, das eigene Kind an einer anderen als der von Lehrern empfohlenen Schule anzumelden, das Risiko einer späteren „Herabstufung“ auf die „der Begabung des Kindes angemessene“ Schulform ist in diesen Fällen jedoch groß. Vielerorts wird der Druck dadurch gemindert, dass Eltern ihre Kinder an einer Gesamtschule anmelden können, in der seit deren Gründung die Heterogenität der Schülerschaft den Normalfall darstellt.
Die Möglichkeit, solche Schüler, die den Anforderungen der Grundschule bzw. dem Hauptschulzweig nicht entsprechen können, in einer Sonderschule bzw. Förderschule zu beschulen, besteht in Deutschland weiter, insbesondere wenn dies dem Elternwillen entspricht. Sie soll auch nach dem Willen der meisten Bildungspolitiker in den Landesregierungen nicht aufgegeben werden. In diversen Pressemeldungen wird von negativen Erfahrungen von Eltern in Deutschland mit der Beschulung ihrer beeinträchtigten Kinder in Regelschulen berichtet. Erst durch den Besuch von Förderschulen seien diese Kinder wieder glücklich geworden.
Im Oktober 2016 legte die von der niedersächsischen Landesregierung berufene „Fachkommission Inklusion“ der Öffentlichkeit einen Aktionsplan vor, der u. a. die Zielvorgabe enthielt: „Alle Schülerinnen und Schüler besuchen die allgemeine Regelschule und werden von Lehrerinnen und Lehrern unterrichtet“. Diese Regelung wurde jedoch nicht in entsprechende Planungen des niedersächsischen Sozialministeriums umgesetzt. Im „Aktionsplan Inklusion 2017/2018“ der seinerzeitigen rot-grünen Landesregierung hieß es einerseits: „Die inklusive Schule ist für alle Schulformen eingeführt.“, und die Förderschule Lernen solle „ausschleichend aufgehoben“ werden. Andererseits bestimmte Punkt 4.2.11 des Aktionsplans: „Entsprechend des [sic!] Elternwillens (ab 2013) Umsetzung der inklusiven Beschulung der Schülerinnen und Schüler oder Besuch einer entsprechenden Förderschule.“ Niedersächsischen Eltern sollten also auf Dauer die Möglichkeit behalten, ihre Kinder an einer Förderschule unterrichten zu lassen. Diese Aussage steht nicht im Widerspruch zu der Aufhebung der Schule mit dem Förderschwerpunkt Lernen, da die Autoren der Auffassung sind, Schüler mit ausgeprägten Lernschwächen sollten nicht als „behindert“ gelten.
Nach der Landtagswahl in Niedersachsen 2017 bildete sich eine Große Koalition der SPD und CDU. In der Koalitionsvereinbarung wurde verabredet, die schulische Inklusion fortzuführen und „im Sinne des individuellen Kindeswohls“ zu gestalten. Die Versorgung der inklusiven Schulen mit Lehrerstunden soll verbessert, auch Hochbegabte verstärkt gefördert werden. Außer der Förderschule mit dem Schwerpunkt Lernen sollen keine Förderschulen abgeschafft werden. Förderschulen Lernen im Sekundarbereich I können auf Antrag des Schulträgers und entsprechend dem Bedarf sowie der Nachfrage für eine Übergangszeit bis spätestens 2028 Bestandsschutz erhalten. Letztmals können damit im Schuljahrgang 2022/2023 Schülerinnen und Schüler im 5. Jahrgang eingeschult werden.
In Baden-Württemberg wurden ab dem Schuljahr 2012/2013 41 so genannte Starterschulen als modellhafte Gemeinschaftsschulen mit inklusivem Bildungsangebot eingerichtet, 2017 gab es bereits 304 Gemeinschaftsschulen.
In den Koalitionsverhandlungen nach der Landtagswahl in Nordrhein-Westfalen 2017 vereinbarten die CDU und die FDP, die von der vorherigen rot-grünen Regierung begonnene Schließung von Förderschulen in NRW zu stoppen. 35 Förderschulen, deren Schließung bereits beschlossen war, sollten demzufolge bestehen bleiben, weil dieser Beschluss „bei vielen Eltern und Lehrern Unmut ausgelöst“ hatte. Denn, so Armin Laschet: „Die Inklusion ist mit der Brechstange eingeführt worden. Man hat Förderschulen geschlossen, aber nicht die Sonder- und Sozialpädagogen in die Schulen gegeben, die man braucht.“ Im Wahlkampf hatte die CDU gefordert: „Solange vielen Regelschulen noch Sonderpädagogen und bauliche Voraussetzungen für inklusiven Unterricht fehlen, darf keine weitere Förderschule geschlossen werden.“

Auch Uwe Becker zog 2017 eine ernüchternde Bilanz: 
„Die Grabenziehung: Förderschule gleich Exklusion – Regelschule gleich Inklusion ist […] völlig schief und verbietet sich mit Blick auf die Qualität der inklusiven Regelbeschulung. Die Bertelsmann Stiftung hat Anfang September 2015 eine Studie über die Qualität des inklusiven Bildungssystems in Deutschland veröffentlicht. Danach gehen von Zehntausend Kindern mit Förderbedarf etwa 67 Prozent im Bundesdurchschnitt in eine Kita, nur noch 47 Prozent besuchen eine Regelgrundschule, in die Sekundarstufe I kommen hingegen nur noch 29,9 Prozent. Der überwiegende Teil, nämlich fast 90 Prozent, gelangt auf die Hauptschule, gut zehn Prozent auf Realschulen oder Gymnasien, aber die wenigsten schaffen den Abschluss und noch weniger den Weg in eine Ausbildung (vgl. Bertelmann Stiftung, 2015). Was auffällt, ist die Tatsache, dass Kinder und Jugendliche in diesem Bildungsverlauf reihenwiese die Erfahrung machen müssen, früher oder später aus dem System gekickt zu werden. Spätestens mit Blick auf die Ausbildung realisieren sie, dass das System den Zutritt zur Erwerbsarbeit verweigert. Das ist eine halbherzige Form der Inklusion, nämlich eine mit verzögerten und menschlich ungemein enttäuschenden und demoralisierenden Exklusionseffekten. Ausgrenzungstendenzen, die im dreigliedrigen Schulsystem besonders für Hauptschüler und -schülerinnen stigmatisierende Folgen haben, verschärfen sich nochmals für Jugendliche mit Behinderung.“

„Als zentrale Hürde gegen ein inklusives Schulsystem erweist und erschließt sich immer mehr die förmliche Feststellung des sonderpädagogischen Förderbedarfs (SPFB), die eine Ressourcenzuteilung an die individuelle Etikettierung einer Behinderung koppelt. Sie ‚verführt‘ Lehrkräfte dazu, möglichst vielen ihrer Schülerinnen und Schüler, die irgendwie nicht in der Spur sind und Probleme bereiten, einen Förderbedarf zusprechen zu lassen.“
Durch eine systemische Ressourcenzuweisung blieben Schülern inklusionswidrige Etikettierungen erspart, und der Anreiz, durch solche (Fehl?-)Etikettierungen (viele der so Etikettierten würde niemand außerhalb der Schule als „behindert“ betrachten) zusätzliche Lehrerstunden zu generieren, entfiele. Das nordrhein-westfälische Schulministerium bestätigt die negativen Folgen eines Festhaltens an Etikettierungen in Verbindung mit der Beibehaltung der Institution Förderschule: „Bei einem Anstieg der Gesamtzahl von Schülerinnen und Schüler[n] mit einem förmlich festgestellten Bedarf an sonderpädagogischer Unterstützung und einem eher geringen Absinken der Zahl von Schülerinnen und Schüler[n] an Förderschulen – teilweise sogar einem Anstieg – bedeutet dies, dass für das Gemeinsame Lernen an allgemeinen Schulen weniger Stellen zur Verfügung stehen werden.“
Bei einer systemischen Ressourcenzuweisung besteht die Möglichkeit, staatliche Leistungen „nach Kassenlage“ zu deckeln, sodass Schulen mit den Summen auskommen müssen, die ihnen zugewiesen werden. Damit sind sie aber in derselben Situation, die Regelschulen seit Langem kennen, in denen Schüler ohne Beeinträchtigung keine anteiligen Lehrerstunden für sich einfordern können (etwa indem eine Lehrperson einer Klasse mit 28 Schülern jedem Schüler 1/28 ihrer Aufmerksamkeit schenken muss).

## Einwände gegen einen Pflichtbesuch einer Regelschule
Bernd Ahrbeck, emeritierter Professor am Institut für Rehabilitationswissenschaften an der Humboldt-Universität Berlin, kritisiert: „Die Grenzen der Inklusion bestehen darin, dass eine unbedingte Gemeinsamkeit, der niemand entweichen kann, nicht für alle Kinder gut ist. Einige Schülerinnen und Schüler werden, nicht zuletzt aufgrund unabdingbarer Fördernotwendigkeiten, weiterhin auf spezielle pädagogische Settings angewiesen sein.“ Weiter meint er: „Besonders sensible Kinder, Kinder, die sich leicht gemobbt fühlen, oder Kinder, die einen stabilen, vertrauten Rahmen brauchen, kommen oft in kleinen überschaubaren Gruppen mit engeren, intensiveren Bindungen besser zurecht.“
Diesem Argument steht entgegen, dass kleinere Gruppen auch in inklusiven Schulen flexibel gebildet werden können und Grenzen der Inklusion nicht am Kind, an Art oder Schweregrad der Behinderung festgemacht werden können, sondern nur an den Rahmenbedingungen.

### Kritik an Doppelstrukturen
Kritisiert wird an den inklusiven Schulen auch, es gebe zu wenig Förderung bzw. in den weiterführenden Schulen gar keine individuelle Förderung im Förderschwerpunkt oder es werde kaum innere Differenzierung praktiziert, sondern die Förderkinder würden einfach außerhalb des Klassenunterrichts unterrichtet. Daraus entsteht die Sorge, dass die Förderkinder keine Chance erhalten, sich durch das gemeinsame Lernen zu verbessern und weiterzuentwickeln. Manche Eltern haben offensichtlich den Eindruck, dass ihnen bzw. dem Kind in der inklusiven Regelschule die Schuld gegeben wird, wenn es nicht „funktioniert“. Beklagt wird, dass die Lehrkräfte in inklusiven Klassen den Eltern signalisieren, sie würden etwas falsch machen bzw. das Kind würde sich nicht genügend anstrengen.
Olga Graumann, Hochschullehrerin und Sonderpädagogin mit den Förderschwerpunkten Sprache, Soziale und Emotionale Entwicklung und Lernen, schränkt in ihrer Bilanz (2018) ein: Diesen Aussagen stehen zahlreiche Beispiele gelingender Inklusion gegenüber. Ob die Inklusion gelingt, hängt von zahlreichen Faktoren ab: personelle Ausstattung und Qualifikation der Lehrpersonen bezüglich spezifischer Förderbedarfe, Grad der Motivation und der Integrationserfahrungen der Lehrpersonen, Ausstattung der Schule bezüglich spezifischer Förderbedarfe, Schweregrad der Behinderung (z. B. Schüler, die einen abgegrenzten Schonraum brauchen), Bereitschaft der Eltern und Lehrkräfte zur engen Zusammenarbeit.
Graumann hält die noch verbliebenen Förderschulen für gefährdet, weil kaum noch Klassen zusammengestellt werden können, in denen sich Kinder gegenseitig unterstützen können. Die Kinder seien alle so reizoffen, so verletzlich und sie brächten so viele Belastungen von zu Hause mit, dass alle Kinder einer Klasse „an die Decke gehen“, wenn z. B. nur ein Stift auf den Boden fällt. Die Kinder haben einen so hohen Bedarf an Zuwendung und psychischer Hilfe aufgrund von Schulphobie, Schulangst, Depression Zwangsstörung, Angststörung u. a. m., die in den Klassen nicht mehr geleistet werden kann. Auch Kinder, die z. B. als nicht beschulbar eingestuft wurden, werden der Förderschule zugewiesen. Das heißt, die Förderschulen müssen alle genannten Probleme innerschulisch selbst lösen und können kaum noch aufrechterhalten werden. Die Rektorin bezeichnet das als das größte Problem der Inklusion. Sie berichtet auch von Kindern, die aus der Inklusion wieder in die Förderschule zurückgehen, da sie in der Regelschule „verloren gegangen“ sind, d. h., sich nicht dazugehörig gefühlt haben. Das liegt insbesondere an der immer schlechteren personellen Versorgung in den Regelschulen. Den Regelschulen werden zunehmend mehr Förderschüler und zugleich zunehmend weniger Förderlehrkräfte zugeordnet. Die Rektorin schlägt daher eine generelle Auflösung der oben genannten Förderschulen vor, da erst dann alle Ressourcen in die Inklusion gesteckt werden könnten. Inwieweit dann noch Grenzen schulischer Inklusion bestehen, müsste sich insbesondere bezüglich der Förderschwerpunkte Geistige Entwicklung und je nach Schweregrad auch bezüglich Motorische und Körperliche Entwicklung zeigen.
Ein GEW-Vertreter gibt zu bedenken, dass die Aufrechterhaltung von Parallelsystemen bewirkt, dass „bei zunehmend geringerer Förderschullehrerversorgung die Stunden in der Inklusion (…) weiter drastisch sinken werden (…) Ein deutlich höherer Stundenanteil wird den Förderschulen zugeordnet, nur noch zirka 50 bis 70 Prozent des errechneten Solls (…) fließen in die Inklusion. Eine Verlängerung des Übergangszeitraums trägt dazu bei, die Rahmenbedingungen zu verschlechtern statt zu verbessern.“

### Auslegung der Behindertenrechtskonvention
In Nordrhein-Westfalen ist die Idee der Umsetzung der Inklusion auf Widerstand gestoßen: Der Realschullehrerverband Lehrer NRW stellte fest, dass das konstatierte Recht auf schulische Inklusion auf einer Fehlinterpretation der Behindertenrechtskonvention der UN fuße. Der Sonderpädagoge Otto Speck sieht in der derzeitigen Gesetzgebung über die Inklusion eine Überforderung für Lehrer, basierend auf Missverständnissen und Übersetzungsfehlern.
Vor allem verlange die UN-Konvention gar nicht, dass Deutschland seine Förderschulen abschaffe. Speck argumentiert, dass die früher „Sonderschulen“ genannten Bildungseinrichtungen ein Teil des allgemeinen Schulsystems seien, und zwar derjenige Teil, der frei von einer verbotenen Benachteiligung von Menschen mit einer Behinderung diesen spezifische Unterstützung biete. Solche besonderen Maßnahmen aber gälten vertragsgemäß gerade nicht als diskriminierende Benachteiligung, sondern als zulässige positive Diskriminierung von Menschen mit Behinderung. Eine Exklusion liege vor allem dann vor, wenn Kindern mit Behinderung schulische Bildung verwehrt werde. Das zu verhindern sei der Hauptzweck der Konvention.

Der Onlinedienst „news4teachers“ meint, mit einer Top-down-Politik, in der Beschlüsse von Politikern und Anordnungen von Behörden nicht ausreichend erklärt würden, sei eine Inklusionspolitik zum Scheitern verurteilt: 
Der Verweis auf die 2009 vom Bundestag ratifizierte UN-Behindertenrechtskonvention […] ist ein formaler – und als solcher wenig geeignet, Interesse oder sogar Begeisterung zu wecken. Hier hätte es frühzeitig deutlicher Worte und anschaulicher Beispiele bedurft, um breiten Bevölkerungsschichten die Notwendigkeit der Inklusion so anschaulich zu machen, dass sie womöglich auch über Anlaufschwierigkeiten hinweg gesehen hätten. So aber wirken die Probleme, die in der Praxis mittlerweile ja massiv auftreten, bei den betroffenen Lehrkräften und Eltern als schier endloses Gewürge. Und wofür? Die Vision fehlt.
Letztlich ist die UN-Behindertenrechtskonvention nur dazu geeignet, Eltern zu helfen, auf dem Rechtsweg eine inklusive Beschulung ihrer Kinder zu erstreiten, nicht aber dazu, demokratisch gewählten Politikern zu verbieten, dass sie die Beibehaltung eines Parallelsystems von Förderschulen beschließen, wenn die Mehrheit der Wähler diese Politik durch ihr Wahlverhalten unterstützt. Verboten sind lediglich Abstimmungen in dem geschützten „Bereich des Unabstimmbaren“. Eingriffe in Kinderrechte wären demnach nur dann verboten, wenn es sich unzweideutig um Verletzungen des Kindeswohls handeln würde. Die These jedoch, dass in jedem Fall der Besuch einer Sondereinrichtung dem Kindeswohl schade, ist nicht wissenschaftlich belegbar.

### Allgemeine Skepsis von Lehrern und Eltern
Nach einer Studie in Nordrhein-Westfalen aus dem Jahr 2011 standen damals rund 70 % der Förderschul- sowie 80 % der Regelschullehrer dem gemeinsamen Unterricht sehr skeptisch gegenüber. Sie argumentieren insbesondere mit dem Absinken des allgemeinen Lernniveaus in zu heterogenen Lerngruppen und der zunehmenden Schwierigkeit, dem einzelnen Schüler in seinem individuellen Lerntempo und möglichen Lernfortschritt gerecht werden zu können. Durch diese Haltung wird der Erfolg von Inklusionsbestrebungen, die von Schulbehörden angeordnet werden, nachhaltig beeinträchtigt.
Einer Forsa-Studie zufolge stieg der Anteil der vorbehaltlosen Befürworter des Inklusionskonzepts bundesweit unter den Lehrern bis 2017 nur langsam, und zwar auf 54 Prozent.
Nach einer Umfrage des Kölner Stadtanzeigers im Jahr 2017 meinten 72 Prozent der 980 abstimmenden Leser: „Alle leiden unter der Inklusion, das Konzept ist gescheitert.“
Olga Graumann relativiert diese Aussage: „Dass Inklusion derzeit nicht nur in Deutschland, sondern in zahlreichen Ländern der Welt in der Bildung höchste Priorität erhalten hat, ist ein Erfolg, auf den alle stolz sein können, die diesen Weg seit Jahrzehnten gehen. Noch nie zuvor wurde in der Wissenschaft, in den Medien und damit vor einer großen Öffentlichkeit so umfangreich und so oft diskutiert, ob und wie junge Menschen, aber auch Erwachsene mit besonderen Bedarfen, in unsere Gesellschaft integriert werden können. Einerseits ist es wichtig zu zeigen, woran Inklusion derzeit zu scheitern droht. Andererseits ist es aber ebenso wichtig zu zeigen, was wir tun müssen, um den Weg zu einer inklusiven Schule nicht zu verlassen, sondern ihn weiterzugehen und zu einem Bildungssystem zu gelangen, in dem jedes Kind und jeder Jugendliche seinen Platz findet.“
Interviews von Eltern, deren Kinder zunächst eine Förderschule besucht haben, zeigen positivere Erfahrungen in den Förderschulen als in den inklusiven Sekundarschulen. Insbesondere bezogen auf die Schwere des Handicaps wird der Förderschule der Vorrang gegeben. „Das Beste für Kinder, wenn die so schlimm betroffen sind, ist eine Förderschule“, sagt eine Mutter. Der Vorteil der Förderschule liegt darin, dass „die Kinder so genommen werden, wie sie sind. Und sie werden nicht gezwungen, sich zu ändern. Man schaut sich die Kinder an.“ Die Lehrkräfte an Förderschulen werden als aufmerksam für die Bedürfnisse des Kindes und gesprächsbereit beschrieben.
Kritiker einer „Totalinklusion“ (einer Pflicht für alle Kinder und Jugendlichen, eine Regelschule zu besuchen) bezweifeln, dass der Staat als Gesetzgeber und/oder als vollziehende Gewalt das Recht habe, Urteile von Eltern zur Frage, was das Wohl ihres Kindes erforderlich mache, generell in Frage zu stellen. Wenn diese den Besuch einer Sondereinrichtung für ihr Kind präferieren, dann müsse ihr Wille respektiert werden. Ihn zu ignorieren stelle einen Verstoß gegen Art. 6 des Grundgesetzes dar, der das Elternrecht schütze. Auch werde regelmäßig übersehen, dass nach wie vor die Allgemeine Erklärung der Menschenrechte (Resolution 217 A (III)) der Vereinten Nationen, verabschiedet am 10. Dezember 1948, in Kraft sei. Diese bestimmt in Art. 26 (3): „Die Eltern haben ein vorrangiges Recht, die Art der Bildung zu wählen, die ihren Kindern zuteil werden soll.“
Die niedersächsische CDU, die sich noch 2012 für die Abschaffung der Förderschule Lernen in den Jahrgängen 1–4 eingesetzt hatte, erklärte im September 2017 auf Befragung der Gewerkschaft Erziehung und Wissenschaft: „Wir betrachten die vollständige Abschaffung der Förderschule Lernen als schweren Fehler, der daher umgehend korrigiert werden muss“. Diese Haltung gab sie aber nach dem Eintritt in die Koalition mit der SPD nach der Landtagswahl im Oktober 2017 auf.
Uwe Becker, Präsident der Evangelischen Hochschule Darmstadt, bewertete 2017 die Logik, der zufolge Inklusion „dann vollzogen“ sei, „wenn Schülerinnen und Schüler mit sonderpädagogischem Förderbedarf keine Förder-, sondern eine Regelschule besuchen,“ als falsch. „Mit Blick auf die bestehende ‚Qualität‘ der inklusiven Regelbeschulung“ sei es „gegenüber den Schülerinnen und Schülern einer Förderschule, ihren Eltern wie auch dem Lehrpersonal borniert, die Entscheidung für eine Förderschule als eine Exklusionsentscheidung zu etikettieren.“

### Fehlende empirische Untersuchungen
Die Auswirkungen des Besuchs einer gemeinsamen Schule für die einzelnen Schüler sind insbesondere für Schülerinnen und Schüler mit dem sonderpädagogischen Förderbedarf Lernen untersucht worden. Die Ergebnisse der Studien zeigen, dass insbesondere die schulischen Leistungen in der Inklusion sich besser entwickeln als in der Förderschule. Einige englischsprachige Studien belegen, dass zwar Kinder mit severe intellectual disabilities in der gemeinsamen Schule sich besser sozial entwickelten, der schulische Erfolg dieser Kinder aber in einer Spezialschule besser sei und dass Schüler mit emotionalen Schwierigkeiten in der gemeinsamen Schule eine höhere Abbrecherquote hatten.
Negative Auswirkungen des Besuchs einer gemeinsamen inklusiven Schule für Schülerinnen und Schüler ohne Behinderung wird in den Medien häufig als Grund gegen Inklusion angeführt. Bisher wurde in empirischen Untersuchungen keine Leistungseinbußen für Schüler ohne Behinderung in inklusiven Klassen festgestellt.
Problematisch sei zudem der Umstand, dass Inklusion breit eingeführt werden soll, ohne dass eine fundierte Prüfung der Effekte vorgenommen worden sei. Entsprechende wissenschaftliche Untersuchungen im Rahmen begleiteter Versuche sollten aber Voraussetzung sein, um die Durchführbarkeit zu prüfen und eventuell Methoden anzupassen oder zu verwerfen.
Der Begriff „Exklusion“ müsse entdämonisiert werden, und zur verlässlichen Beurteilung, wie viel Exklusivität für jedes einzelne Kind förderlich sein könne, müsse die Debatte aus der Sphäre der Moralisierung auf den Boden der Empirie zurückgeholt werden, fordert Bernd Ahrbeck.
In Österreich wurden vor der gesetzlichen Implementierung des Elternwahlrechtes die Rahmenbedingungen und Auswirkungen des gemeinsamen Unterrichts in verschiedenen Modellen bereits in den 1990er Jahren ausführlich wissenschaftlich evaluiert. Die Ergebnisse zeigen, dass das Modell Integrationsklasse in allen Kategorien kooperativen Modellen deutlich überlegen ist. Weiters wurden im Projekt Qualität in der Sonderpädagogik zehn Jahre nach Einführung des Elternwahlrechtes die Auswirkungen dieser Maßnahme österreichweit untersucht. „Insbesondere sollten im Rahmen einer solchen Evaluation die Effektivität des gegenwärtigen Ressourceneinsatzes überprüft und Vorschläge für bildungspolitische, schulorganisatorische und pädagogische Maßnahmen zur Verbesserung der Bildungs- und Lebenschancen behinderter Kinder und Jugendlicher entwickelt werden.“

### Prinzip der individuellen Eignung des Lernorts
Die Behauptung, nur Regelschulen seien für Schüler mit Beeinträchtigungen aller Art geeignete Lernorte, wird nicht nur in Deutschland infrage gestellt. So hat sich z. B. in den USA das Konzept durchgesetzt, dass jedes Kind am individuell geeignetsten Lernort gebildet werden solle und dass dies auch eine Spezialschule oder -klasse sein könne. Insbesondere gehörlose Schüler beklagten sich amerikanischen Studien zufolge darüber, dass sie an einer gemeinsamen Schule nicht immer gute Erfahrungen machen würden. Die inklusive Bildung gehörloser und manchmal auch schwerhöriger Kinder kann sehr aufwändig sein, da sie auf visuelle Kommunikation über die Gebärdensprache angewiesen sind und wegen verzögerter Sprachentwicklung unter Umständen Bildungsdefizite aufweisen und sonderpädagogische Hilfe benötigen. Wenn ein gehörloses Kind in einer Klasse einzeln beschult wird, benötigt es mindestens zwei Gebärdensprache-Dolmetscher und einen Zweitlehrer, der ebenfalls gebärdensprachkompetent ist und die Kenntnisrückstände sonderpädagogisch ausgleichen kann. Ökonomischer wäre es, gleichzeitig mehrere gehörlose Kinder in einem Klassenverband zu beschulen.
Ähnlich wird im Zusammenhang mit der Gruppe von Kindern mit Sprachentwicklungsverzögerung argumentiert: „[E]rkennt und behandelt man diese nicht rechtzeitig, schließen sich neurobiologische ‚Fenster der Gelegenheit‘ und die Störungen bleiben bestehen. Sprachförderschulen […] haben eine exzellente Bilanz der ‚Rückschulung‘ erfolgreich unterstützter Kinder in die Regelschulen – solche Strukturen zu zerschlagen, ist aus fachlicher Sicht unverantwortlich.“, meint Hanns Rüdiger Röttgers, an der Fachhochschule Münster tätiger Facharzt für Psychiatrie und Psychotherapie.
Der Philologenverband Baden-Württemberg räumt ein, dass ein gemeinsamer zielgleicher Unterricht behinderter und nicht-behinderter Schüler an Gymnasien erfolgreich sein könne. Er verwahrt sich aber gegen die Interpretation, dass die UN-Konvention einen zieldifferenten Unterricht gebiete. Jeder, der ein Gymnasium besuche, müsse im Prinzip in der Lage sein, (gegebenenfalls mit massiver Hilfestellung) das Abitur zu erlangen. Menschen mit einer schweren geistigen Behinderung seien also in einem Gymnasium fehl am Platz. Ähnlich positionieren sich auch organisierte Philologen in anderen Ländern Deutschlands.
In Österreich wurde bei der gesetzlichen Überführung der Integration in der Sekundarstufe 1 auch für die gymnasiale Unterstufe der zieldifferente Unterricht ermöglicht da die Ergebnisse der Schulversuche zeigten, dass dies sinnvoll machbar ist - SchOG, § 34(2). Diese Möglichkeit wird allerdings nur von wenigen Gymnasien genutzt, wie zum Beispiel dem Evangelischen Realgymnasium Donaustadt oder dem BR/BRG Kirchgasse. Am Montessorigymnasium der Diakonie in Salzburg wird der zieldifferente Unterricht auch in der Oberstufe fortgesetzt. Ziel für die Schüler mit Förderbedarf ist das Erlangen eines Pflichtschulabschlusses. Die ausführliche Evaluation dieses Projektes im Rahmen der Dissertation „… weil jeder Mensch gleich ist – im Prinzip.“ zeigte, das bei entsprechender Haltung der Lehrerschaft zieldifferenter Unterricht auch in der Oberstufe von Gymnasien zielführend ist, aber immer wieder an bestehende Systemgrenzen stößt.

### Exkludierende Effekte der gemeinsamen Beschulung
Bevor für einen zu Inkludierenden zusätzliche Gelder oder geldwerte Leistungen bereitgestellt würden, müsse in einem ersten Schritt die Förderwürdigkeit eines Schülers amtlich festgestellt werden, wodurch er als „Sonderfall“ markiert und fixiert werde. „Man muss also schweren Herzens, aber gezwungener Maßen gegen die Glaubenssätze der Inklusion verstoßen und […] Kinder als ‚behindert‘ diagnostizieren, um an die zur Förderung nötigen Extras (Förderstunden, Therapie, Hilfsgeräte, Lernmaterialien …) heranzukommen.“ Auf diese Weise produziere eine derart konzipierte „Inklusionsschule“ paradoxerweise mehr „Behinderte“, anstatt die Idee der „Normalität“ von Menschen mit Beeinträchtigungen zu fördern. Solange das „Anderssein“ aller von Handicaps betroffenen Kinder bereits für Erstklässler offensichtlich sei, finde in „Inklusionsschulen“ also allenfalls Integration statt.
Nach Markus Dederich führt der Besuch einer gemeinsamen Schule zu einer stärkeren Betonung des Andersseins von Schülern mit einem sonderpädagogischen Förderbedarf. Es entstünden dadurch in der gemeinsamen Schule Exklusionsbereiche. Solche Verhältnisse – so seine These – würden Schüler mit einem sonderpädagogischen Förderbedarf stigmatisieren und verstärkt unter Stress setzen sowie Wünsche, sie in Sondereinrichtungen zu unterrichten, erzeugen bzw. verstärken (was die Autoren als Exklusionsdrift bezeichnen).
Im österreichischen Nationalen Bildungsbericht 2009 wird festgehalten, dass in Bezug auf das soziale Miteinander großer Handlungsbedarf bestehe, sowohl im Bereich des gemeinsamen Unterrichts als auch in Sonderschulen. Kinder mit sonderpädagogischem Förderbedarf erfahren häufiger Viktimisierung und Einsamkeit im Vergleich zu Regelschülern. Außenseiterprobleme werden in der gemeinsamen Förderung von einem Drittel, in der Sonderschule von einem Viertel der Eltern erwähnt. Gezielte Aktivitäten zur Verbesserung der sozialen Integration seitens der Lehrer finden nur sehr selten statt, sind in Ländern mit hoher Integrationsquote aber öfters zu bemerken. Die bloße Anwesenheit von Kindern mit besonderem Förderbedarf verbessert also nicht das soziale Miteinander. Dazu müssen von den Lehrkräften regelmäßig gezielte Aktivitäten wie zum Beispiel der wöchentliche Klassenrat gesetzt werden. Das soziale Miteinander kann aber auch über die Unterrichts- und Aufgabengestaltung positiv beeinflusst werden. Weiters sind Aktivitäten zur Integration der Integrationsklassen in die Schulgemeinschaft wie zum Beispiel klassenübergreifende Projekte, gegenseitige Besuche zur Vorstellung von Projektergebnissen, gemeinsame Feiern oder Schülerpartnerschaften notwendig.

### Bedürfnis, die Schulstrukturfrage zu meiden
In Deutschland stößt die Inklusion auch deshalb auf Widerstand, weil vermutet wird, dass damit auch eine „Schulstrukturfrage“, d. h., die Frage nach dem gegliederten Schulsystem, neu gestellt und zugunsten einer Gemeinschaftsschule beantwortet werden soll. Die Forderung nach einer Schule für alle wird z. B. von Seiten der Gewerkschaft Erziehung und Wissenschaft in Zusammenhang mit der Inklusionsproblematik offen gestellt. Demnach wollten viele deshalb keinen inklusiven Unterricht, weil sie die Praxis, „zu schlechte“ Schüler auf eine andere Schule verweisen zu können, nicht aufgeben wollten. Denn wenn ein früher als solcher bezeichneter „Lernbehinderter“ nicht als zu leistungsschwach für eine Regelschule gelten darf, dann darf eigentlich auch ein „Realschulgeeigneter“ nicht als zu leistungsschwach für ein Gymnasium eingestuft werden.
Das Deutsche Institut für Menschenrechte betont, dass die Umsetzung der UN-Konvention über die Rechte von Menschen mit Behinderungen für die Verwirklichung eines inklusiven Bildungssystems nicht logisch zwingend zur Einführung eines eingliedrigen Schulsystems führen müsse. Damit widerspricht das Institut der Ansicht, dass es in Deutschland „Regelschulen für alle“ geben müsse. Ein gegliedertes Schulwesen stehe nicht in diametralem Gegensatz zur Idee der Inklusion.
Christian Bickenbach, Verwaltungsrechtler an der Universität Potsdam, jedoch weist darauf hin, dass das seiner Ansicht nach legitime Interesse von Eltern, eine „Hemmung von Schülern durch weniger begabte Mitschüler zu vermeiden“, durch die herkömmliche Praxis gewährleistet sei, „weil die Schulen über Unterrichts- und Klausuranforderungen eine Beeinträchtigung der Entwicklung von [leistungsstarken] Mitschülern [durch Exklusion] relativ schnell beenden können.“ Bickenbach vertritt die These, es gebe laut einem Urteil des Bundesverfassungsgerichts ein Verfassungsverbot, „Kinder übermäßig lange in einer Schule mit undifferenziertem Unterricht festzuhalten.“ Inkludiert werden sollten also nur „Inklusionsfähige“, d. h. Schüler, die keinen zieldifferenten Unterricht benötigten. Ebenfalls systematisch exkludiert werden sollten verhaltensauffällige Schüler, so Bickenbach. Insbesondere gebe es eine „Pflicht des Staates, Leib und Leben Dritter vor stark verhaltensauffälligen Kindern zu schützen, vor allem, wenn diese andere Kinder, aber auch Lehrer sowie Inklusionshelfer bedrohen oder gar angreifen.“
Hans Wocken lehnte 2010 die damals noch weitgehend theoretische Möglichkeit ab, dass Schulträger dem Recht von Kindern und Jugendlichen mit Behinderungen, insbesondere angeblich „Inklusionsunfähiger“ auf den Besuch einer „allgemeinen Schule“ durchaus dadurch nachkommen könnten, dass sie diesen den Besuch einer Hauptschule ermöglichen, was zu einer Fusion von Haupt- und Förderschulen zu einer „Restschule der Nation“ führe. Vielmehr müsse zieldifferenter Unterricht an allen Regelschulen üblich werden. Denn „[o]hne Zieldifferenz verdient Inklusion nicht ihren Namen.“ Die Umsetzung dieser Idee lege aber die Axt an die tragende Säule des gegliederten Schulwesens, nämlich die Idee der Homogenität der Schülerschaft einer Schule. 2018 jedoch vertrat Wocken die Auffassung, dass die Annahme, Menschen mit einer geistigen Behinderung hätten ein Recht, ein Gymnasium zu besuchen, abwegig sei: „Für die Wahl einer allgemeinen Schule der Sekundarstufe gilt das Gebot der Gleichberechtigung. Alle Schülerinnen und Schüler müssen die gleichen Anforderungen an ihre Eignung und Begabung mitbringen. Wollte man zwar den Schülern mit Behinderungen das Recht auf den Besuch eines Gymnasiums einräumen, den Hauptschülern und Realschülern aber versagen, wäre dies ein eklatanter Fall einer Ungleichbehandlung, also einer Diskriminierung von nichtbehinderten Schülern.“ Die „juristische Position, dass es in der Sekundarstufe eines gegliederten Schulwesens kein freies Schulwahlrecht gibt, sondern die Wahl einer Schulform für alle Schüler gleichermaßen an individuelle Lern- und Leistungsvoraussetzungen gebunden ist, ist allein relevant und gültig im Kontext eines gegliederten, dem meritokratischen Leistungsprinzip verpflichteten Schulsystems. In einem inklusiven Schulsystem erübrigt sich die Frage ebenso wie auch die juristische Position.“
Gleichwohl gibt es vereinzelt in Deutschland Gymnasien, die Kinder mit einer geistigen Behinderung aufnehmen. Gegen die Weisung der Bildungssenatorin, Schüler mit dem Förderschwerpunkt „Wahrnehmung und Entwicklung“ (Synonym für „geistige Behinderung“ in Bremen) aufzunehmen, klagte die Direktorin eines Bremer Gymnasiums.

### Verschleierung angeblicher politischer Interessen
Der Linguist Clemens Knobloch sah hinter der Inklusion ein Zusammenwirken von öffentlicher Moralisierung, staatlicher Sparpolitik und privater Interessenpolitik. Die Einführung der Inklusion führe zur Schließung von Fördereinrichtungen, zur Absenkung des Leistungsniveaus in staatlichen Schulen und als Folge zur Abwanderung der Schüler aus Mittel- und Oberschicht in die Privatschulen. Denn „[w]er vier bis sechs Kinder mit individuell ausdifferenziertem Förderbedarf in der Klasse hat, der muss die Standards senken.“, was sich bildungsbewusste wohlhabende Eltern aber nicht bieten lassen müssten.
Die emeritierte Erziehungswissenschaftlerin Ulrike Schildmann von der Technischen Universität Dortmund vertrat 2018 hingegen den Standpunkt, dass integrative bzw. inklusive Pädagogik mit einer Sparpolitik im Bildungssektor gerade eben nicht vereinbar war und ist.

### Bemühen um Schulfrieden
Bei der Umsetzung der inklusiven Bildung in die Praxis stellt sich die Frage, ob diese einvernehmlich zwischen allen Beteiligten erfolgen soll, oder ob der Staat das Recht hat, den Unterricht behinderter Kinder auf Regelschulen zu erzwingen und Sonderschulen bzw. Förderschulen zu schließen; insbesondere die Frage, wie der Landesgesetzgeber und die staatliche Exekutive mit dem Willen von Erziehungsberechtigten umgehen, die nicht wollen, dass ihr Kind an einer Regelschule unterrichtet wird. Letztlich geht es also um die Frage, ob die zuständige Landesregierung ein Interesse an einem Schulfrieden hat oder nicht.
In Mecklenburg-Vorpommern wird diese Frage ausdrücklich bejaht. 2011 beschlossen die SPD, die CDU und die Linken im mecklenburgisch-vorpommerschen Landtag: „Im Schulfrieden für Inklusion bekräftigten die Fraktionen ihre Absicht, verlässliche Rahmenbedingungen zu schaffen, damit Schulen auch über die laufende Wahlperiode hinaus langfristig planen und konzeptionell arbeiten können.“
In Niedersachsen hingegen ist die Aufnahme in eine Förderschule mit dem Förderschwerpunkt Lernen im Schuljahr 2017/2018 nur noch ab Schuljahrgang 6 und aufsteigend möglich. Schüler, die früher als „lernbehindert“ eingestuft worden wären, müssen also in Klasse 5, auch gegen den Willen ihrer Eltern, in Niedersachsen im Schuljahr 2017/2018 eine Regelschule besuchen. Bereits 2014 warnte der Philologenverband Niedersachsen vor einer „Totalinklusion“ aller behinderten Kinder. Im Kandidaten-Duell zur Landtagswahl 2017 erklärte Bernd Althusmann (CDU), es sei „ein falscher Weg“, alle Schüler in Regelschulen „hineinzupressen“. Er verlangte eine „Atempause“ bei der Inklusion, um die Rahmenbedingungen dafür zu verbessern. Förderschulen müssten weiter betrieben werden. Stephan Weil (SPD) räumte ein, dass die Inklusion eine schwierige Herausforderung sei, aber sie werde jedes Jahr ein bisschen leichter werden. Ab 2017 die von der CDU geforderte Pause einzulegen, wäre Weil zufolge „fatal“.
Nach der Landtagswahl in Niedersachsen schlossen die SPD und die CDU in ihrem Koalitionsvertrag einen Kompromiss (Schließung der letzten Förderschulen mit dem Schwerpunkt Lernen im Jahr 2028 und unbefristete Beibehaltung eines Parallelsystems aus inklusiven Regelschulen und Förderschulen mit anderen Schwerpunkten). Einen Schulfrieden hatte diese Regelung insofern nicht zur Folge, als kurz nach der Regierungsbildung einerseits der Sozialverband VdK Deutschland und die Arbeitsgemeinschaft „Gemeinsam Leben – Gemeinsam Lernen“ kritisierten, dass ein Am-Leben-Halten von Förderschulen den Fortschritt bei der Verwirklichung der Inklusion behindere. Andererseits begrüßte der Paritätische Wohlfahrtsverband das dauerhaftes Nebeneinander von inklusiven Regelschulen und Förderschulen.

In Österreich besuchten bereits in den 2000er Jahren mehr als 50 Prozent aller Schüler mit sonderpädagogischem Förderbedarf Regelschulen. Im Nationalen Bildungsbericht wurde 2009 festgestellt: 

„Abhängig von Traditionen sowie grundlegenden Werten und Haltungen der Beteiligten konnten bei identischen Gesetzen einerseits ein fast inklusives Schulsystem wie in der Steiermark aufgebaut, andererseits aber auch Sonderschulstrukturen wie in Niederösterreich beibehalten werden. Die anfangs herrschende Polarität zwischen Integrationsbefürwortern und -gegnern konnte damit befriedet werden. Für die Bildungspolitik stellt sich die Frage, inwiefern dieses Nebeneinander an unterschiedlichen Zielkonzeptionen und Organisationsansätzen sonderpädagogischer Beschulung erstrebenswert ist oder nicht. Wird das nur mit unterschiedlichen Haltungen und Traditionen erklärbare Nebeneinander als erwünschter Ausdruck der Vielfalt, als Widerspiegelung des politischen Mainstreams, eingeschätzt, der die grundsätzliche Parallelität von integrativen und segregativen Formen anerkennt und die großen bildungspolitischen Spielräume der Länder und Bezirke unter dem Stichwort der Flexibilität beibehalten will, scheint sich momentan kein grundsätzlicher Handlungsbedarf für die Bildungspolitik und -administration zu ergeben.“ 
Die Politik hat danach gehandelt und keine Schritte zu einem grundlegenden Systemwechsel unternommen. Das Parallelsystem von Sonderschulen und inklusiven Settings wurde weiter geführt und Ewald Feyerer kam 2019 zur folgenden Conclusio:
Bereits die bisherige, mehr als 30jährige Entwicklung des gemeinsamen Unterrichts in Österreich war, wie ich versucht habe aufzuzeigen, davon geprägt, Strukturdiskussionen tunlichst zu vermeiden. Dies wird sich wohl auch unter der neuen türkis-blauen Regierung nicht ändern. Es ist daher zu befürchten, dass Inklusion unter den segregativen Strukturen des österreichischen Schulsystems auch weiterhin nicht gelingen wird. Ja, es besteht sogar die Gefahr, dass das für alle Schüler_innen sehr gute Konzept der Inklusion aufgrund immer schlechter werdender Rahmenbedingungen und des Fehlens einer klaren und eindeutigen politischen Willensäußerung pro Inklusion heute Gefahr läuft, als Sparprogramm bei den Schulen anzukommen und damit letztlich vollkommen abgelehnt und negativ rekontextualisiert zu werden. Durch die Integration einer „Pseudo-Inklusion“ (Wocken 2018) in die Segregation verliert die Idee der Inklusion ihren Sinnzusammenhang, wird aufgeweicht und zerstört. Die bisherige Strategie der „Freiwilligkeit innerhalb der bestehenden Ressourcen“ (Feyerer/Altrichter 2018: 86) ist eindeutig zu wenig, um ein segregatives Schulsystem in ein inklusives umzuwandeln.

### Inklusion an deutschen Hochschulen
Laut dem Verfassungsrichter am Verfassungsgericht in NRW Jörg Enuschat ist die Praxis, wie Inklusion an deutschen Hochschulen umgesetzt wird, oft verfassungswidrig. Er begründet seine Ansicht damit, dass die Prüfungsordnungen oft nicht so gestaltet sind, dass Nachteilsausgleiche auch tatsächlich den Sinn und Zweck eines Nachteilsausgleiches erfüllen. Denn nicht die Prüfungsordnung ist maßgeblich, ob und wie ein Nachteilsausgleich bewilligt wird, sondern Artikel 3, Abs. 3, S. 1 ist grundsätzlich immer anwendbar. Daraus folgt nach Einschätzung des Verfassungsrichters, dass Prüfungsordnungen, welche so gestaltet sind, dass Artikel 3, Abs. 3, S. 1 nicht ausreichend beachtet wird, an sich verfassungswidrig sein können. Konkret bedeutet dies, dass wenn z. B. nur mehr Zeit für eine Prüfung vorgesehen wird durch die Prüfungsordnung, aber keine grundsätzlich andere Prüfungsform, dies konträr sein könnte, zum Grundrecht, dass niemand wegen seiner Behinderung benachteiligt werden darf. Denn Nachteilsausgleiche müssen immer am Einzelfall orientiert sein, denn jede Einschränkung ist anders und jeder Einzelfall kann auch spezifische Maßnahmen erfordern. Zudem ist vielmehr die Universität in der Verpflichtung, sich zu erklären, warum ein Nachteilsausgleich gegebenenfalls nicht gewährt werden darf. Die Universität muss in dem Fall schlüssig darlegen, dass wenn im Beruf ein bestimmter Nachteilsausgleich bewilligt werden würde, dieser nicht von der Universität gewährt wird. Wäre eine spezifische Form des Nachteilsausgleiches in dem Berufsfeld zulässig, dann sprechen aus verfassungsrechtlicher Sicht gute Argumente dafür, den Nachteilsausgleich auch an der Universität umzusetzen.

## Veröffentlichungen

### Hörfunk, Vorträge
- Eine Schule für alle – Neue Wege zur Inklusion von Wibke Bergemann, Isabel Fannrich, in: Deutschlandfunk – „Hintergrund“, 20. Juni 2010.
- Altrichter/Feyerer: Die Entwicklung eines inklusiven Schulsystems in Österreich (Hauptreferat bei der IFO 2017, Linz)
- Katrin Sanders: Förderschule oder Regelschule – Zum Stand der Inklusionsdebatte in Deutschland, Deutschlandfunk – „Hintergrund“ vom 22. September 2018

### Online-Texte
- Christian Ebel, Angela Müncher: Gemeinsam Lernen – mit und ohne Behinderung. In: Bertelsmann-Stiftung (Hrsg.): Podium Schule. 8. April 2019 (Online [PDF]).
- Ewald Feyerer: Mit Inklusiven Modellregionen auf dem Weg zur inklusiven Schule? Österreichische Bildungspolitik zwischen Vision und Pragmatismus. In: inklusion-online, 2/2016
- Ewald Feyerer: Lehrer_innenfortbildung für eine inklusive Schule in Österreich. In: inklusion-online, Heft 4/2020
- Gewerkschaft Erziehung und Wissenschaft (GEW): Manifest Inklusion statt Integration. In: gew.de (PDF; 360 kB)
- Dagmar Hänsel: „Die Sonderpädagogik weitet ihren Einflussbereich aus“. 3. März 2015, abgerufen am 3. April 2021.
- Thomas Hoffmann: Inklusive Pädagogik als Pädagogik der Befreiung. In: Thomas Hoffmann, Wolfgang Jantzen, Ursula Stinkes (Hrsg.): Empowerment und Exklusion: Zur Kritik der Mechanismen gesellschaftlicher Ausgrenzung. Gießen 2018, 19–48 (Online [PDF; abgerufen am 22. August 2019])
- Wolfram Kinze, 2011: Pädagogische Inklusion – Hoffnung oder Illusion? - Anmerkungen eines Kinderpsychiaters. In: vivt.de (MS Word; 49 kB)
- Eibe Riedel: Gutachten zur Wirkung der internationalen Konvention über die Rechte von Menschen mit Behinderung und ihres Fakultativprotokolls auf das deutsche Schulsystem, Erstattet der Landesarbeitsgemeinschaft „Gemeinsam Leben“ Nordrhein-Westfalen. In: Gutachten. (PDF) Abgerufen am 4. April 2021.
- Björn Serke, Bettina Streese (Hrsg.): Wege der Kooperation im Kontext inklusiver Bildung. Julius Klinkhardt, Bad Heilbrunn 2022, online, ISBN 978-3-7815-5958-5.
- Brigitte Schumann: Inklusive Schulentwicklung oder „Sonderpädagogisierung“ der allgemeinen Schule? Abgerufen am 3. April 2021.
- Hans Wocken: Über Widersacher der Inklusion und ihre Gegenreden – Essay. In: APuZ. 2010, abgerufen am 3. April 2021.
- Hans Wocken: Das eigentliche Ziel der Inklusion ist verfehlt. Das Deutsche Schulportal, 21. April 2018, abgerufen am 3. April 2021.

### Umfragen
- Infratest dimap; im Auftrag von Verband Bildung und Erziehung, Oktober / November 2011: Große Mehrheit für gemeinsames Lernen von Kindern mit und ohne Beeinträchtigungen. In: infratest-dimap.de, Umfragen und Analysen, Bundesweit (23. Dezember 2011)

### Video
- Pro Infirmis: Jung von Matt/Limmat: Pro Infirmis Kommen Sie näher. In: youtube.com (23. Dezember 2011)
- path2in - Lernpfade in die inklusive Pädagogik. In: youtube.com (9. Jänner 2024)

### Online-Zeitschriften
- Zeitschrift für Inklusion, Carmen Dorrance, 26. November 2011: Editorial. In: inklusion-online.net (23. Dezember 2011)

### Allgemein
- Aktion-mensch.de: Was ist Inklusion? (mit Videoclip Inklusion in 80 Sekunden erklärt)
- bildung-mv.de: Das Menschenbild der Inklusion (1. Inklusionskongress in Mecklenburg-Vorpommern 2012, PDF; 1,7 MB)
- Deutscher Bildungsserver, bildungsserver.de: Dossier Inklusion
  - Thomas Hirschle, 19. Januar 2012, bildungsserver.berlin-brandenburg.de: Quick-Guides für Inklusion Teil 1: Zusammen leben
- Das deutsche Schulportal: Inklusion – wo stehen wir? (Dossier)
- inklusion-als-menschenrecht.de: Online-Handbuch Inklusion als Menschenrecht
- Institut für Inklusive Pädagogik an der Pädagogischen Hochschule Oberösterreich (9. Jänner 2024)
- Konrad-Adenauer-Stiftung, kas.de: Inklusion – was geht und was geht nicht?. 2014
- politik-gegen-aussonderung.net: Koalition für Integration und Inklusion e. V.
- RTL Television Ratgeber 12. März 2018, rtl.de: ‚Ich. Du. Inklusion‘: In den Schulen ist noch viel Bedarf!
- Deutsche UNESCO-Kommission e. V., unesco.de: Inklusive Bildung

### Einzelne Aspekte
- Brigitte Schumann 22. September 2023, bildungsklick.de: Der Bund steht in der Pflicht für schulische Inklusion
- Deutscher Bildungsserver, 20. März 2024, Inklusive Berufsorientierung in einfacher und Leichter Sprache.
- Ewald Feyerer: Allgemeine Qualitätskriterien inklusiver Pädagogik und Didaktik
- Hans Wocken (1996), hans-wocken.de: Sonderpädagogischer Förderbedarf als systemischer Begriff
- Philipp Catani 2022 f.: inklusive-berufsorientierung.de

### Forschung, Wissenschaft
- Ewald Feyerer, Herbert Altrichter: Die Entwicklung eines inklusiven Schulsystems. Analyse von aktuellen Reformbestrebungen aus Governance-Perspektive.
- ResearchGate: Einstellungsforschung zum inklusiven Unterricht
- Volker Schönwiese, bidok.uibk.ac.at: Disability Studies und integrative/inklusive Pädagogik – Ein Kommentar
- csie.org.uk: Centre for Studies on Inclusive Education:Index for Inclusion (englisch)
- definitiv-inklusiv.org: Sammlung von Definitionen von Inklusion aus pädagogischen Kontexten
- Rudolf Stichweh, fiw.uni-bonn.de: Inklusion und Exklusion in der Weltgesellschaft. Am Beispiel der Schule und des Erziehungssystems (PDF; 264 kB)
- Pädagogische Hochschule Heidelberg Institut für Sonderpädagogik Geistig- und Mehrfachbehindertenpädagogik, Forschungsprojekte: FINESA, Forschung zur inklusiven Entwicklung von Schulen für Alle: ph-heidelberg.de
- Carla Jana Svaton: Politik Inklusiver Bildung: Vom emanzipatorischen Anspruch zum schulbürokratischen Gegenprogramm, transcript Verlag, Bielefeld 2024, ISBN 978-3-8376-7030-1

### Offizielle Dokumente
- Stellungnahme der Monitoring-Stelle: Eckpunkte zur Verwirklichung eines inklusiven Bildungssystems (Primarstufe und Sekundarstufen I und II). 31. März 2011, abgerufen am 3. April 2021.
- Das Menschenbild der Inklusion. In: Publikationen – Regierungsportal M-V. Mathias Brodkorb / Katja Koch, 2011, abgerufen am 4. April 2021.
- Inklusion – Ende des gegliederten Schulsystems? - Regierungsportal M-V. Mathias Brodkorb / Katja Koch, abgerufen am 4. April 2021. Institut für Qualitätsentwicklung Mecklenburg-Vorpommern (IQMV): Inklusion, Band 3. Zweiter Inklusionskongress M-V • Dokumentation. 2013
- Europäische Agentur für sonderpädagogische Förderung und inklusive Bildung: Fünf Kernaussagen in Bezug auf inklusive Bildung. Von der Theorie zur Praxis. 2014